# Wiesbach (Usa)
Der Wiesbach ist ein fast sieben Kilometer langer und stark veränderter Bach im Östlichen Hintertaunus, der nördlich des Usinger Stadtteils Kransberg im hessischen Hochtaunuskreis von rechts und Süden in die Usa mündet. Er beginnt, wie der Bizzenbach, am Munitionsdepot Köppern bei Wehrheim und verleiht dessen Ortsteil Pfaffenwiesbach den Namen.

## Geographie

### Verlauf

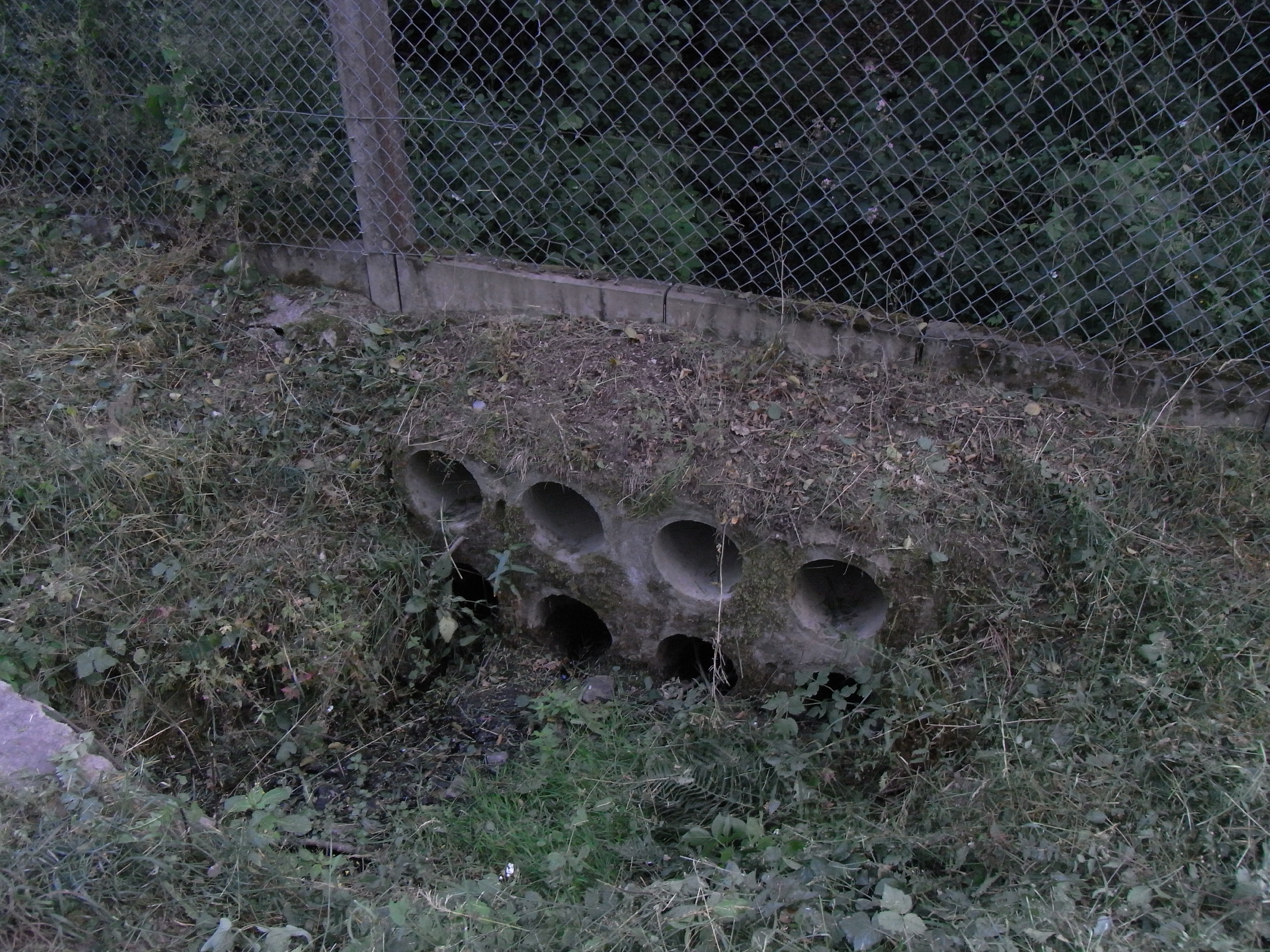
Heutiger Wiesbach verlässt Depot

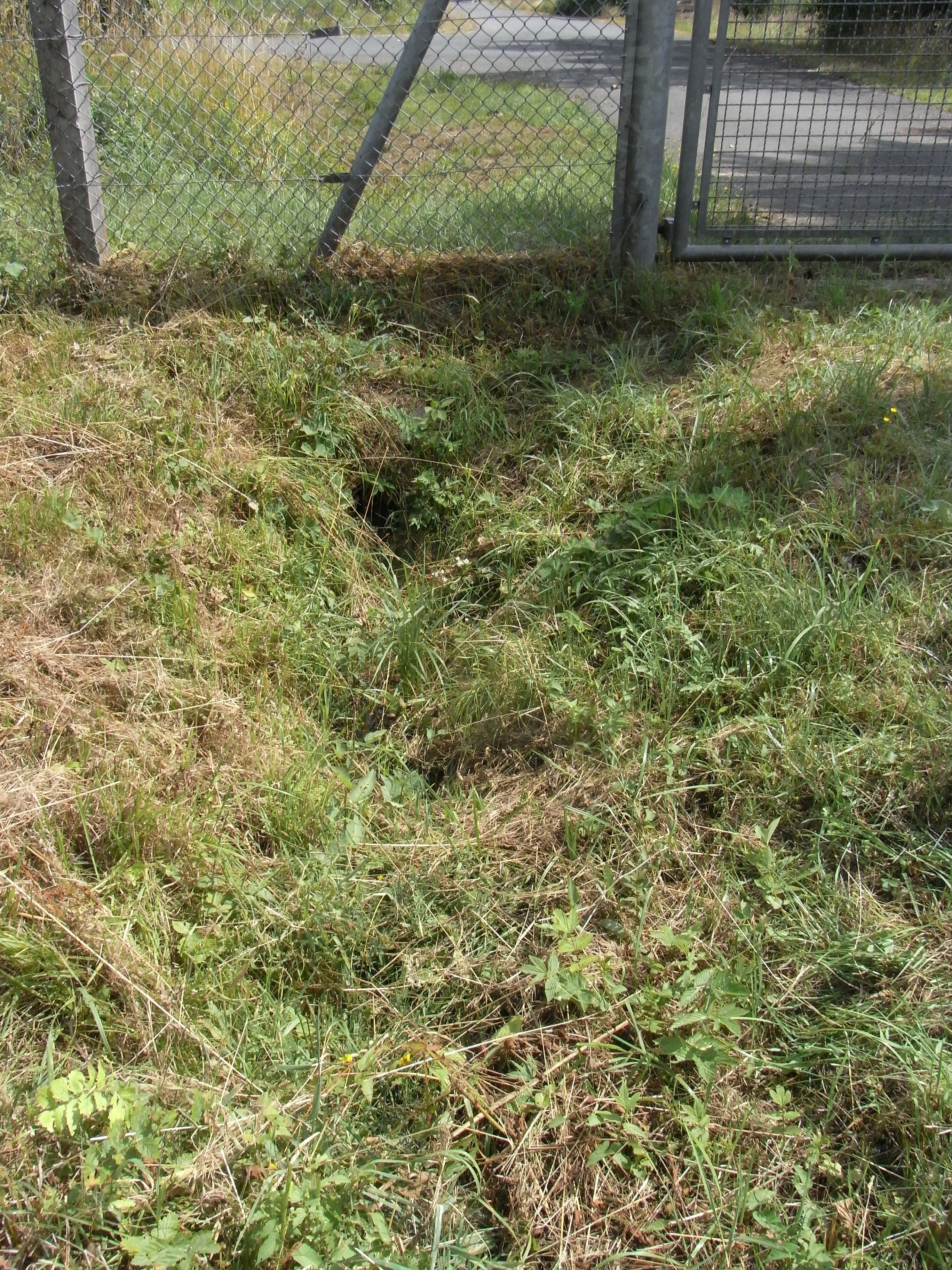
Zufluss von Tor 9 verlässt Depot

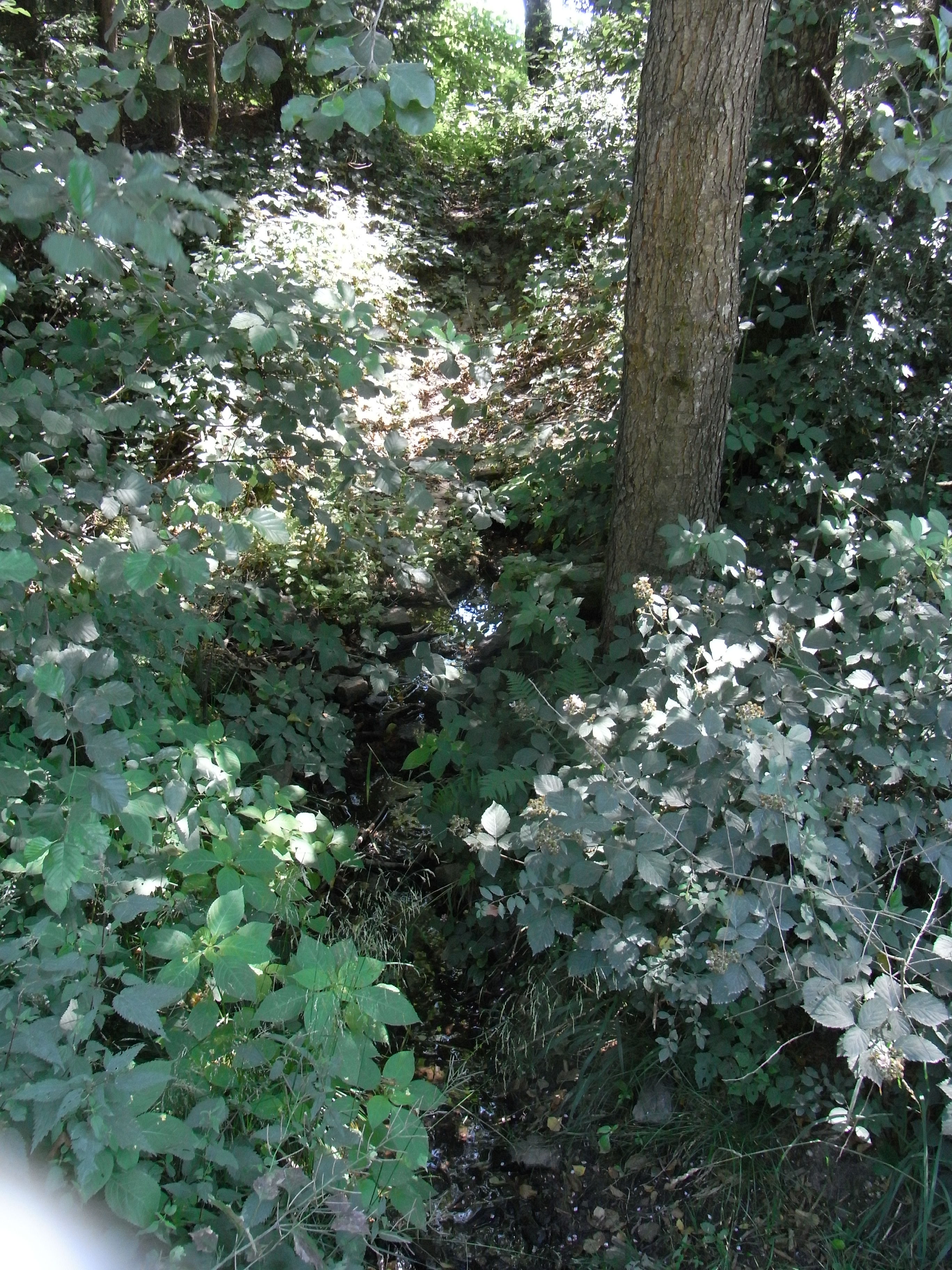
Längster Lauf kommt aus Depot

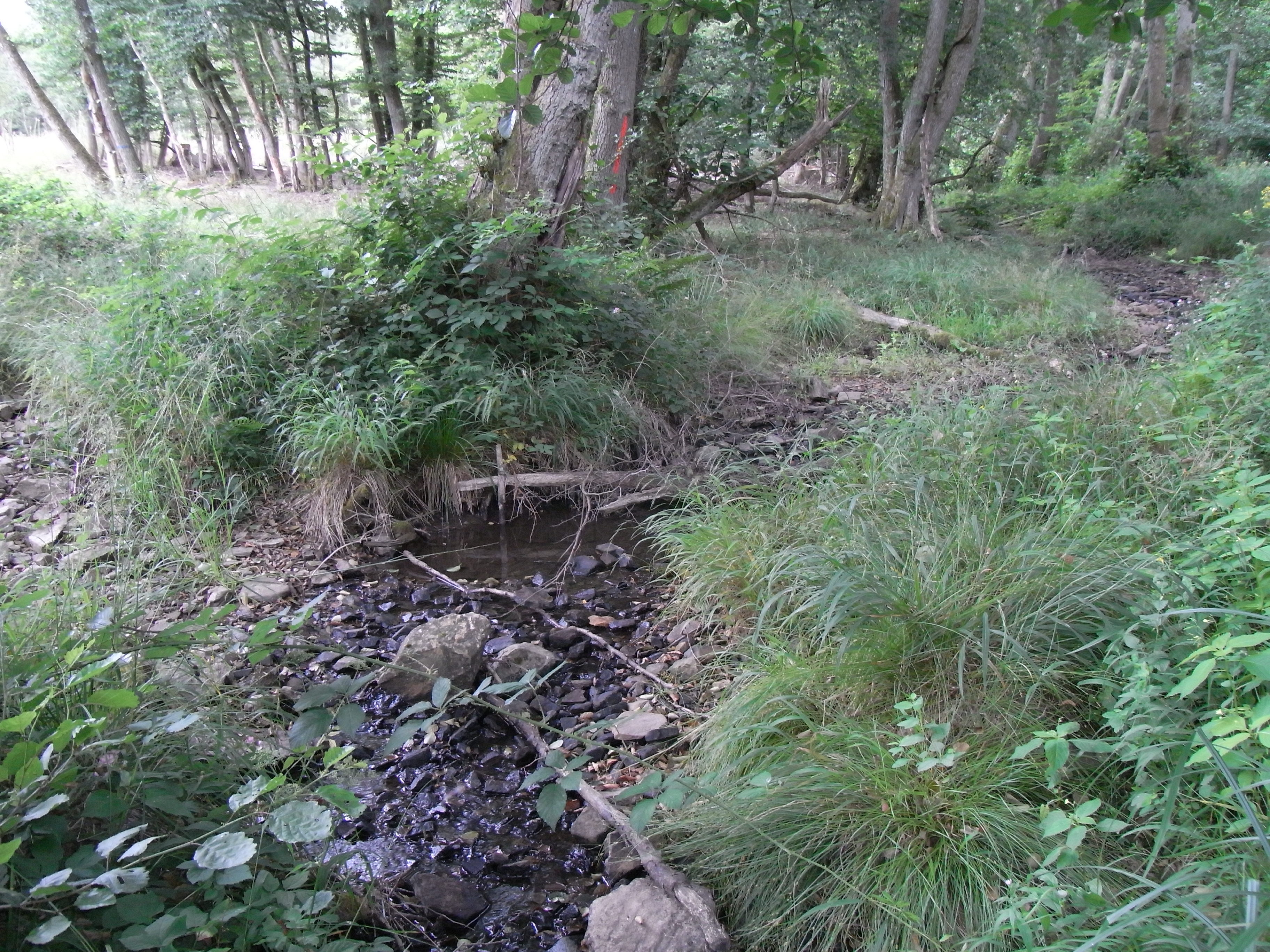
Im Haubergsgrund mündet der nördliche Zufluss in den Wiesbach

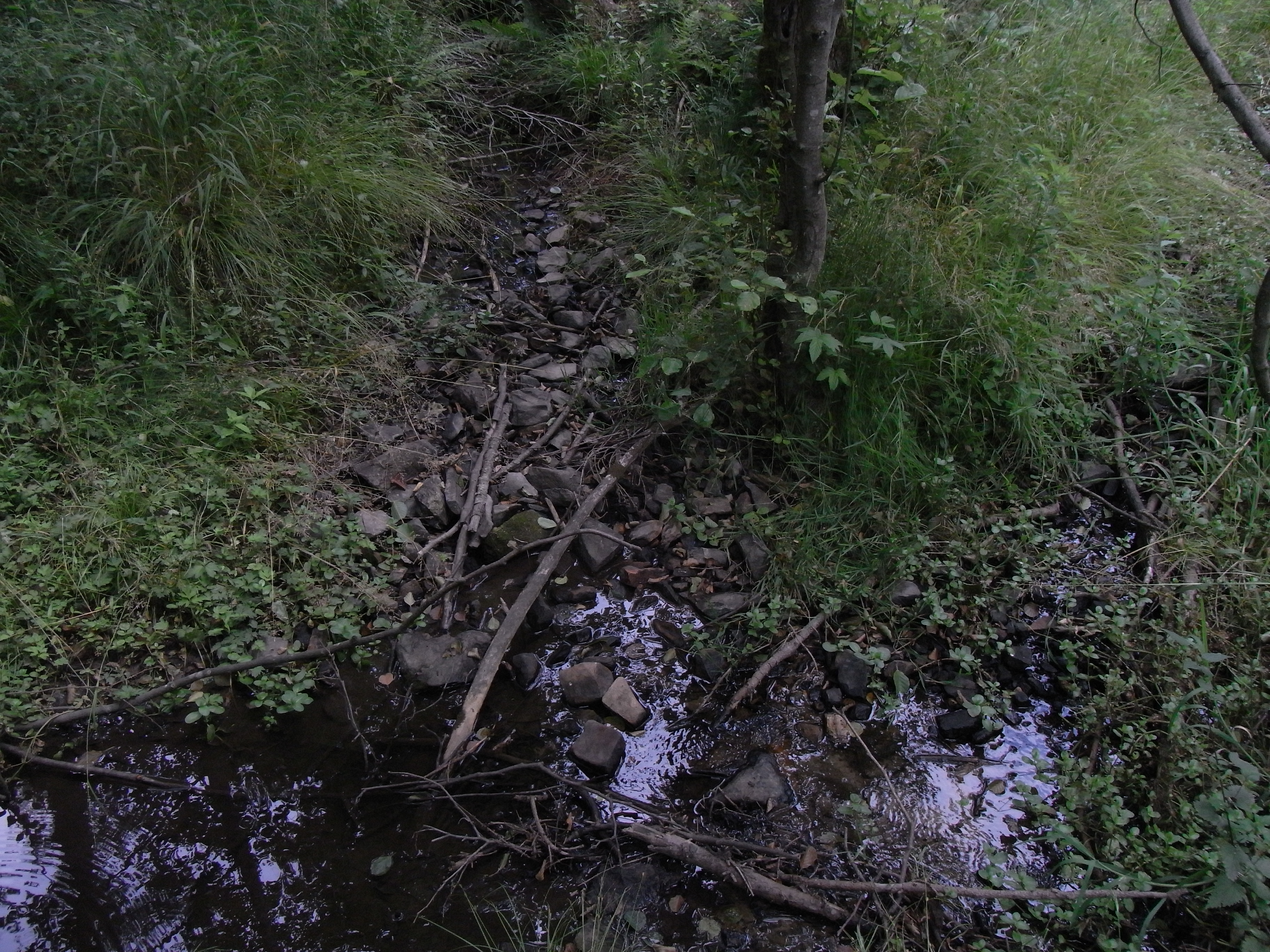
Vor dem Haubergsgrund mündet der einstmals längste Zufluss

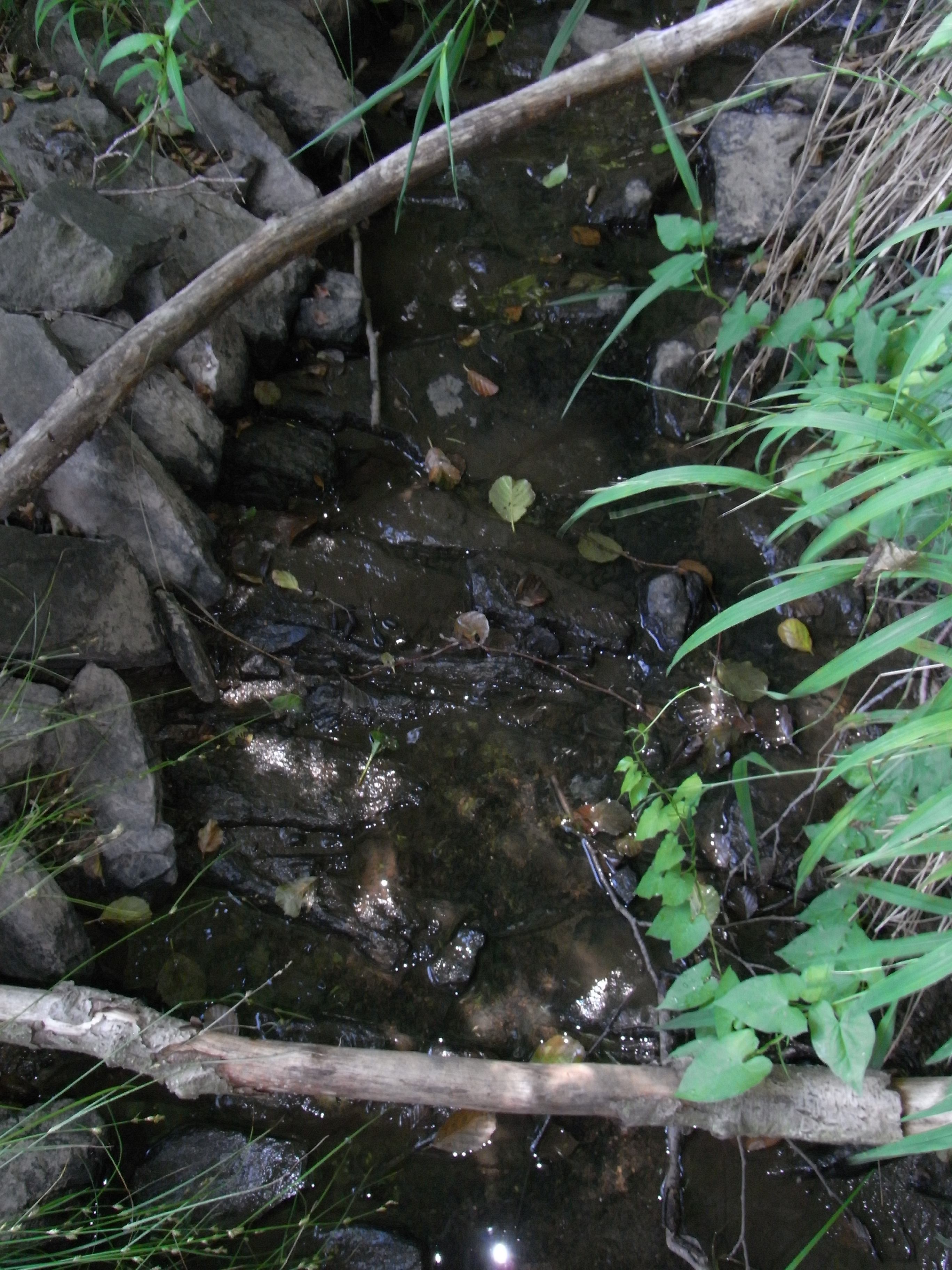
Befestigung des Bachbetts

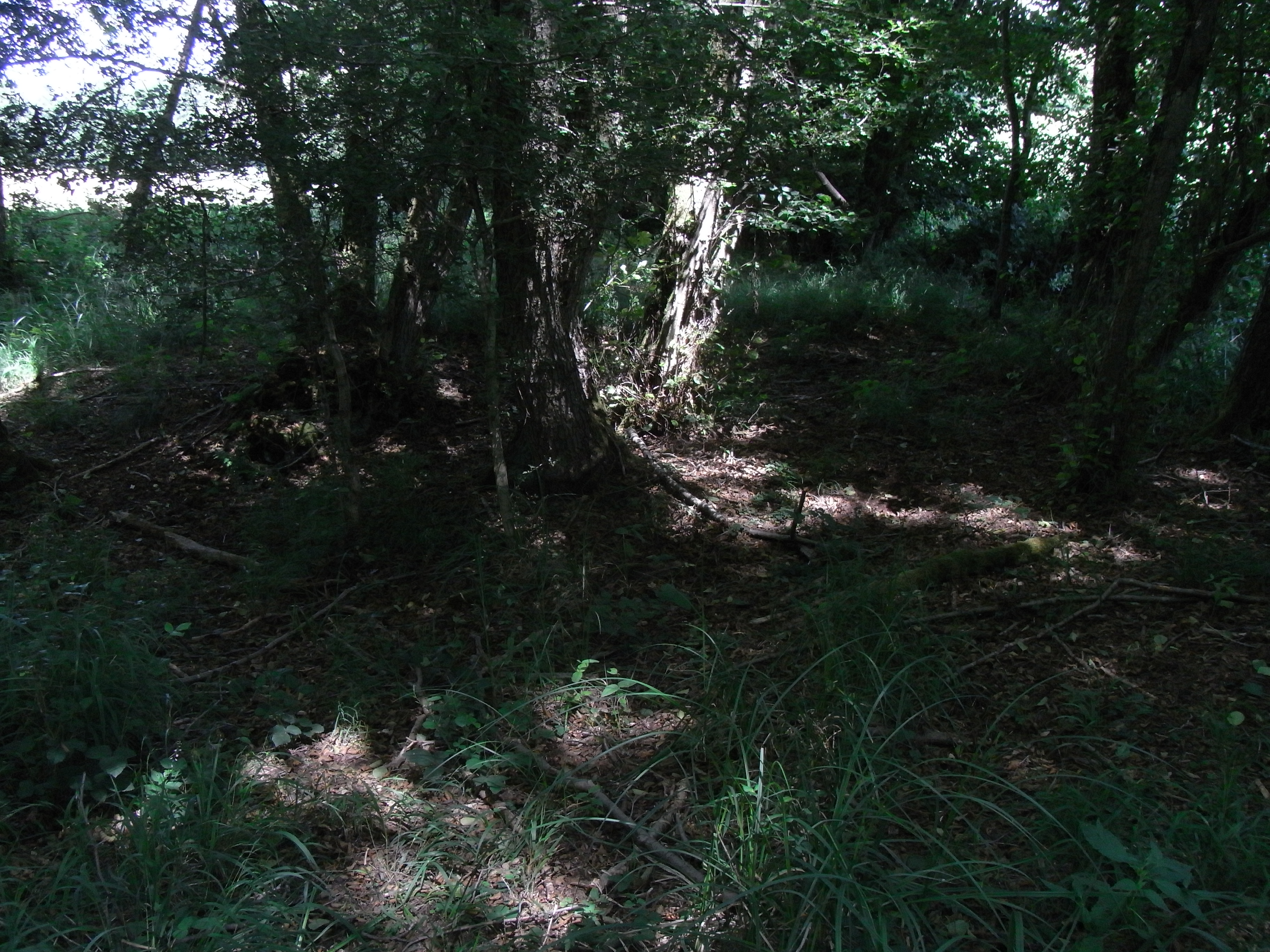
Ehem. Mäander auf Grundwies

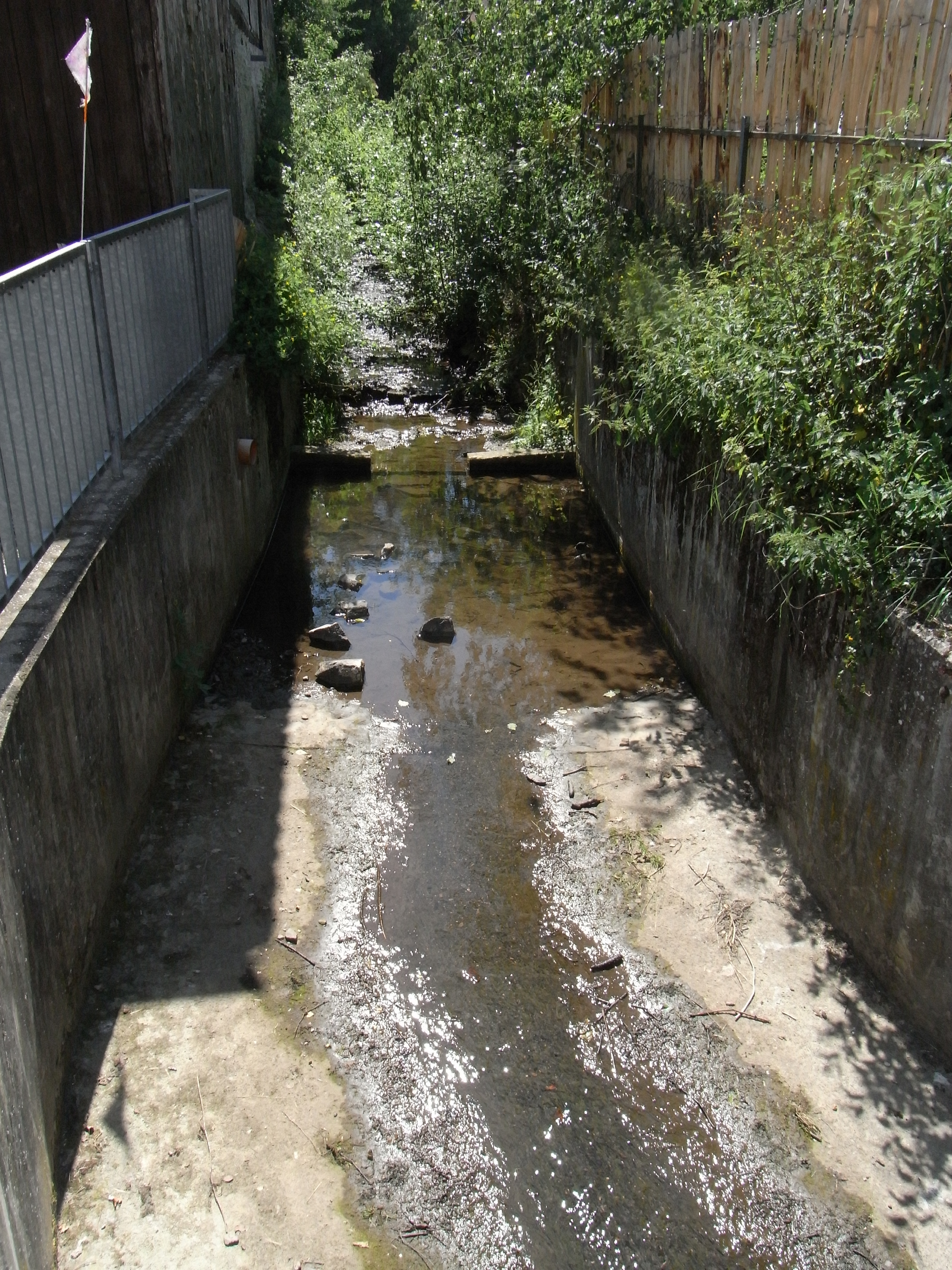
Beginn Kanalisierung in Beton

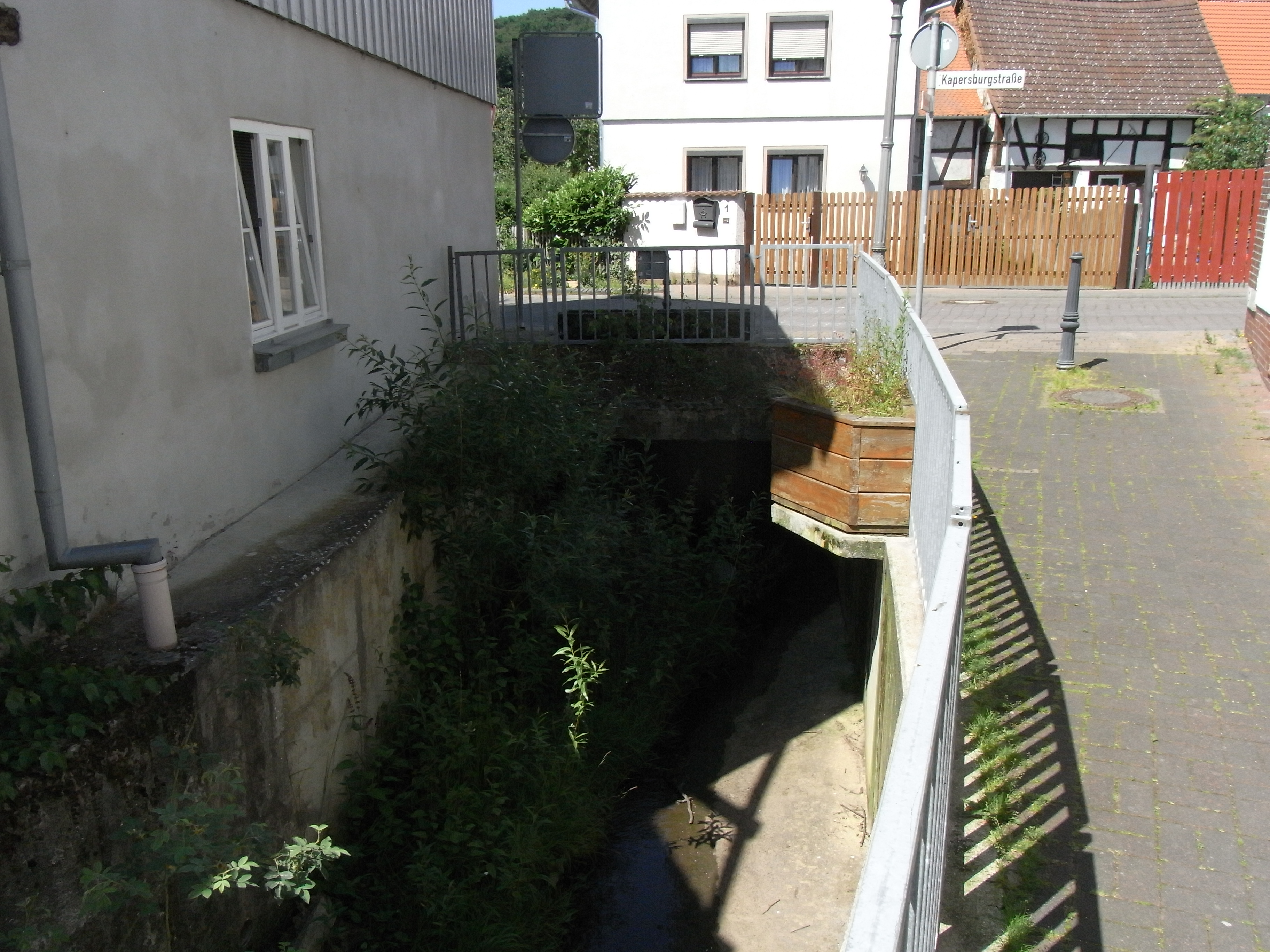
Abgang in Untergrund

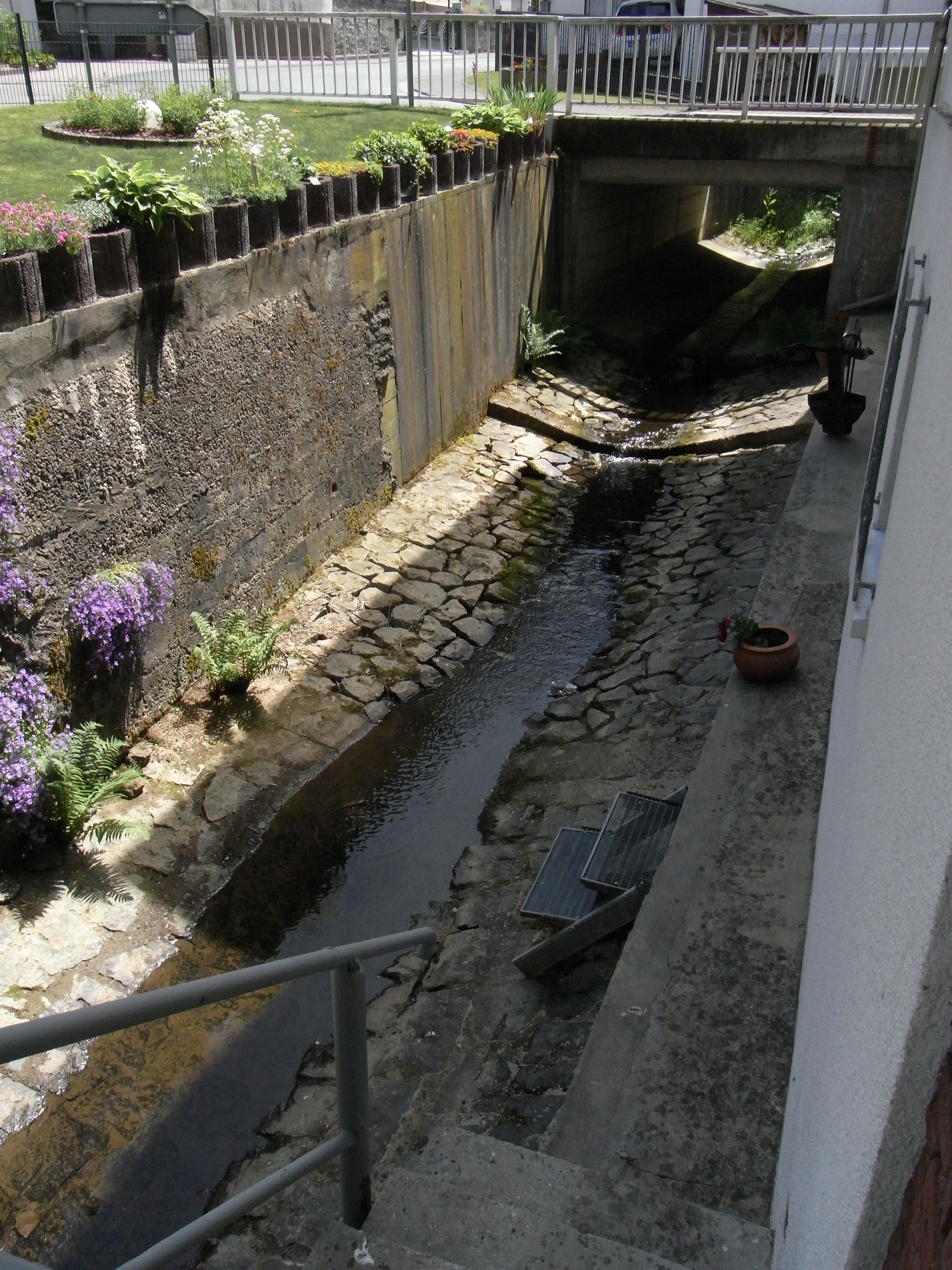
Betonkorsett in Kransberg

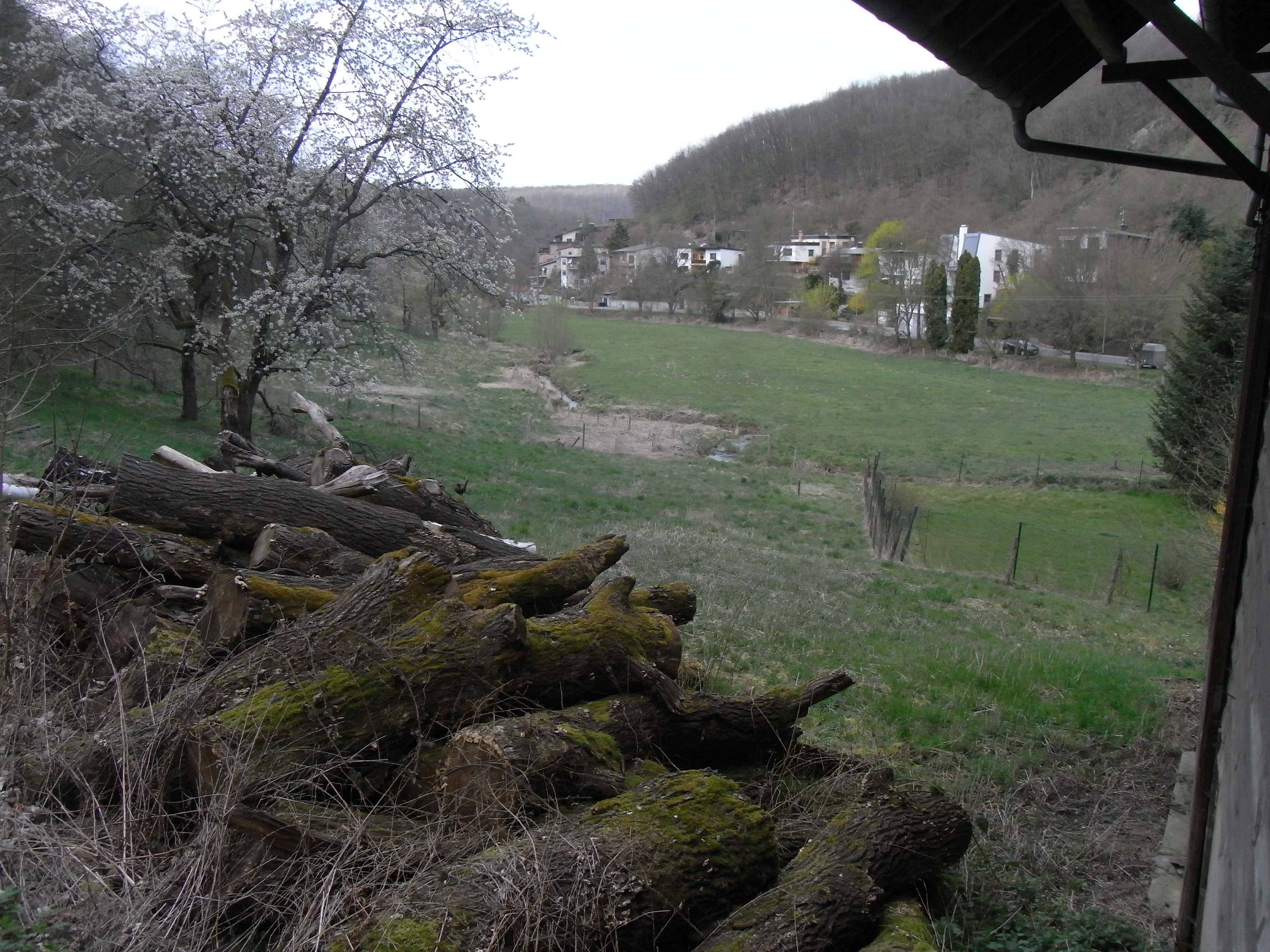
Auslauf unter Kransberg

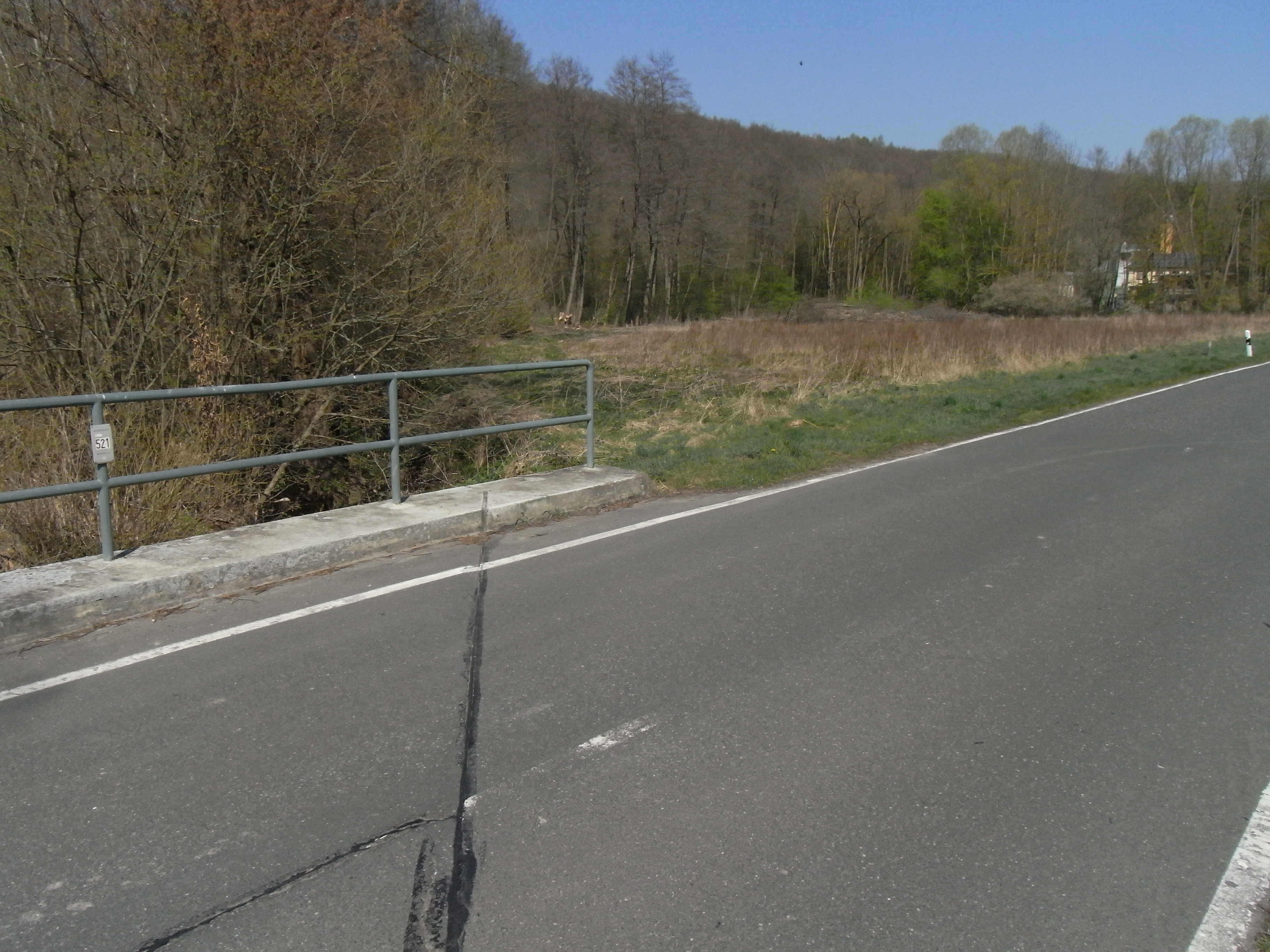
Noch 100 m zur Mündung in Usa

Der Wiesbach entsteht in Wehrheim aus vier, fünf oder mehr Quellästen knapp 2½ Kilometer südlich vom Wehrheimer Ortsteil Pfaffenwiesbach am ehemals bewaldeten Westhang des Taunuskammes (mit Saukopf und Wellenberg/Heidelbeerkopf im Osten, Graueberg im Süden) im Übergangsbereich zum nordöstlich anschließenden Östlichen Hintertaunus. Die Quellbäche kommen heute unter einem Haupt-Wald-, -Rad- und -Wanderweg aus dem Köpperner Tal mit Erlenbach, Bahnstrecke Friedrichsdorf–Albshausen, L 3041 und der Wehrheimer Saalburgsiedlung am Kleinkastell Lochmühle zum Kleinkastell Kaisergrube und der Pfaffenwiesbacher Forsthaus- oder Winterstein-/Usinger Straße westwärts aus dem Munitionsdepot Köppern. Etwas nördlich entspringt sein Zufluss Pfingstborner Bach, wenig südlich der Bizzenbach, dessen Tal durch den Galgenberg separiert wird. Östlich des Depots befindet sich das Römerkastell Kapersburg.
Der heutige Hauptquellast entspringt auf einer Höhe von etwa 375 m ü. NHN mittig einem etwa 1000 m² kleinen Stau- oder Sammelbecken am Westrand des mit einem Maschendrahtzaun gesicherten Depots, etwa ¾ km östlich vom Galgenberg (391 m ü. NHN). Aus dem Durchlass unter dem Hauptweg am Depot mündet er in ein steiniges Bett, das zunächst gen Nordwesten, später gen Nord-Nordwesten in vielen engen Schleifen durch einen Kahlschlag (2020) mäandert. Aus Quellen bei ⊙ und ⊙ fließt ihm ein erstes Bächlein von links zu (Mündung bei ⊙). Weiter westlich bestand im damaligen Nadelwald ein gerader Entwässerungsgraben von unterhalb Wiesen nahe dem Bizzenbach. Durch einen jüngeren Kahlschlag und die Bereifung von Holzvollerntern ist dieser Graben 2020 zerstört und unkenntlich gemacht worden. Nahe seinem alten Verlauf, bei ⊙ im Gewann Köppersborn, finden sich Sickerquellen und mit Wasser gefüllte Reifenspuren. Von dort gibt es einen kurzen Abfluss zum an der abschüssigen Saustiege vom Depot trocken gewordenen Wiesbach, in den er von links mündet. Wenige Meter nordwestlich gelangt der Bach in einen tief liegenden Durchlass ⊙ unter dem Weg, der auf der anderen Wegseite in eine eingezäunte und aufgelassene Teichanlage führt ⊙.
Vom nördlichen Pfosten des zweiflügeligen Maschendrahttors Nr. 9 ⊙ im Zaun des Depots führt ein zeitweise Wasser führender Graben auf der Nordseite des abschüssigen Wegs, der Saustiege, zu den Teichen, wo er in einen kleinen Vorteich mündet ⊙, gewissermaßen von rechts in den Wiesbach.
Der früher längste, am weitesten nach Osten zum Taunuskamm und bis zum Limes reichende Quellast, entspringt hier ⊙ dem Zaun, hinter dem sich ein fast 2000 m² großes Becken auf dem Gelände des Depots verbirgt. Er mäandert unterhalb des Hauptwegs recht stringent in westnordwestlicher Richtung durch einen Mischwald dem heutigen Wiesbach-Lauf zu, in den er von rechts mündet ⊙. Zuvor mündet in ihn von rechts ⊙ ein Umleitungsgraben vom nördlichsten Quellast.
Dieser beginnt heute, nur zeit- und abschnittsweise Wasser führend, unter der Dole ⊙ eines Straßengrabens auf der Ostseite des Hauptwegs am Depot entlang. Er mäandert westwärts durch einen Mischwald dem befestigten von Pfaffenwiesbach durch das FFH-Gebiet Haubergsgrund bei Pfaffenwiesbach führenden Weg zu, dem Haubergsgrundweg. Am Abzweig eines Weges mit heute dort noch stehenden Grenzsteinen ist ein bis zu 200 m² großer Teich mit zwei Abflüssen angelegt worden ⊙. Für dieses Unterfangen war der Quellast ab hier ⊙ zu dem südlich gelegenen anderen Quellast zeitweise umgeleitet worden. Der nördliche, näher am Weg liegende Ablauf, endet 2020 in einer Schonung, die früher eine Waldwiese gewesen ist und noch früher zu einer zusammenhängenden Aue gehört hat (Umschalten auf Karte „Luftbilder 1933“ in – doch Obacht: Diese haben einen erheblichen Versatz!), der südliche Abfluss findet ins alte Bett, das zunächst mäandrierend nach Südwesten weist und bald mit geringer ausfallenden Umwegen auf West schwenkt. Bei ⊙ mündet dieser Bach von rechts und Südosten in den Wiesbach, der damit ab Fluss-km 6,05 für komplett erklärt werden kann.
Der Bach erreicht den historischen Haubergsgrund und wendet sich nach links, gen Westen. Etwas nördlich, am Haubergsgrundweg, verläuft die Grenze zwischen den Gemarkungen Pfaffenwiesbach im Norden und Wehrheim im Süden. 2020 mäandert der Wiesbach durch einen jungen Auwald, der 100 Jahre früher noch ein Wiesengrund war. Bei Fluss-km 5,5, seit vielleicht 100 m auf Pfaffenwiesbacher Grund, unterquert er einen befestigten Hauptweg⊙, die Saustiege, der vom Haubergsgrundweg südwärts und aufwärts in ein Tal zwischen dem Süßeberg▼ im Westen (390 m ü. NHN) und dem einen Meter höheren Galgenberg▼ im Osten führt, bis fast zu dessen Gipfel. Er umrundet diesen jedoch im Norden und wendet sich geradewegs, an der Teichanlage am Wiesbach vorbei, dem Tor 9 am Depot zu. Im Haubergsgrund trennt der Weg den neuen Auwald mit einem mäandrierenden Wiesbach oberhalb von einem zunächst gerade geführten Wiesbach in einem länger bestehenden Auwald unterhalb, in dem der westliche Teil des FFH-Gebiets Haubergsgrund bei Pfaffenwiesbach bei Fluss-km 5,45 beginnt. Bei km 5,2 gelangt der Wiesbach zu einer früheren Staustufe, einer Flussanzapfung, mit deren Hilfe drei heute aufgelassenen Fischteichen (1000 m², 1750 m² bzw. 1500 m² groß) Frischwasser zugeführt wurde. Sie sind im 20. Jahrhundert aus der Jürgelwiese entwickelt worden und 2020 bereits seit Jahren abgefischt. Im Westen, am Fuß des Sporns vom Süße- zum Heßberg▼, sind Bäume gefällt worden, um das Areal zur Ansiedlung von Sumpfschildkröten vorzubereiten. Zum Haubergsgrundweg im Osten erstreckt sich die schmale, extensiv bewirtschaftete Auwiese, zwischen der und den Teichen der Wiesbach nach Norden und Pfaffenwiesbach in einem begradigten, befestigten und von Erlen gesäumten Bett zufließt durch die sich anschließenden extensiven Grundwiesen. Durch die feuchte, 2020 bereits mit Laubbäumen aufgeforstete Schreiberwies am linken Ufer unterhalb der Teiche, mündet ein namenloser Bach ⊙. Er kommt aus einem kleinen Tal des Süßeberg-Sporns von der ebenfalls aufgeforsteten Höllwies im Wald. Das Tal wird von einem Waldweg gequert, der im Süden an der vom Haubergsgrundweg zum Depot führenden Saustiege beginnt und im Norden den Heßberg umrundet.
Das Bett des Wiesbachs ist seit den Teichen, ab etwa Fluss-km 5,0 begradigt und befestigt. Die ehemaligen Mäanderschleifen sind etwa im WRRL-Viewer immer noch sichtbar, klar erkennbar auf und andeutungsweise in. Sie bestanden wohl bis in die 1960er-Jahre, in denen erst mit der Anlage der Teiche begonnen wurde. Links, im Westen, am Waldrand am Fuß des überwiegend mit Laubwald bedeckten Heßbergs, zieht sich ein trockener Graben, der auch die Gemarkungsgrenze zu Wehrheim anzeigt, nordwärts zu einem asphaltierten Weg aus den Gärten am Erlengraben und biegt mit ihm ostwärts zum Wiesbach, der sich nun nach rechts der Ostgrenze des FFH-Gebiets zuwendet. Dort findet sich unterhalb des Gewanns Auf der Steinkaute ein alter aufgelassener Steinbruch ⊙. Etwa 200 m weiter, in einer offener gewordenen und intensiver genutzten Grünlandflur, bereits außerhalb des FFH-Gebiets, mündet am Ortsrand unterhalb der Friedrich-Ebert-Straße von links und Südwesten der Erlengraben ⊙. Durch private Grundstücke fließt der Wiesbach mit einigen Kurven dem 200 m entfernten Beginn der Kanalisierung in einem Kastenquerschnitt aus Beton am vom Südosten und außen liegenden Friedhof herabkommenden Bachweg zu. An seinem rechten Hochufer führt ein 100 m langer Fußweg in den Ort zur Kapersburgstraße. Dort beginnt die sich 40 m erstreckende verwinkelte Verdolung des Bachs, in die von rechts der Pfingstborner Bach mündet. Der Auslass ist jenseits, an der Nordseite, der Lindenstraße, in einem Kanal zwischen gemauerten Hauswänden. Der Wiesbach strebt nun nordwärts durch den Ort der Wiesbachtalhalle an der Sackgasse der Lindenstraße zu. Sein steiniges Bett liegt über einen Meter tief in einem trapezförmigen Einschnitt, der mit viel Grün bestanden ist. Nördlich der Halle und der ihn auf einer Balkenbrücke querenden Straße Am Wiesbach dringt der Großenhardt-Wald eines Friedrichsthaler Hügels über die nordwärts führende Hardtwaldstraße, die auch die Grenze zwischen den Gemarkungen bildet, bis ans rechte Ufer. Unterhalb schließen sich der nördliche Rand der Bebauung, wo einst die Wiesbacher Mühle stand, und Sportplätze am linken Ufer an. Verrohrt führt von Westen der namenlose Bach aus dem Pfaffenthal von nahe der ehemaligen Erddeponie unter der Kransberger Straße bzw. Kreisstraße K 728 und unter dem unversiegelten Parkplatz bis zu seiner Mündung ⊙ von links in den Wiesbach. In der Aue nördlich grenzt an die Sportplätze das unterirdische Regenrückhaltebecken der Ortskanalisation ⊙.
Der Wiesbach zieht eingeschnitten und wieder mäandrierend, gesäumt von Grünland am linken und nun Laubwald auf dem rechten Ufer, nord-nordwestwärts. Bei Fluss-km 3 überquert er die Grenze zum Usinger Ortsteil Kransberg, die im Osten auf die Westgrenze des Wehrheimer Ortsteils Friedrichsthal stößt. Etwas später fällt ihm beim Gewann Kuhhardsstein, unter dem Schottenberg mit der Pinge Heinrich, auf seiner Linken, der aus dem Südwesten kommende Wäschbach zu und ebenso, ½ km weiter, an der Brücke der K 728, aus Süden der namenlose Zufluss aus dem Gewerbegebiet Am Pfingstborn. Durch eine ebene landwirtschaftlich genutzte Aue im enger gewordenen Tal zwischen Kurberg im Osten (mit einem weiteren Siedlungsgebiet) und Schlossberg (mit dem Schloss Kransberg)  im Westen gelangt er an der Verlängerung der Haingasse knapp ½ km; später in die bebaute Ortslage von Kransberg.
Begradigt und befestigt, teilweise in ein Betonkorsett gesteckt, muss er auf der Westseite des Mühlwegs den Ort durchqueren. Der auffällige Gebäudekomplex Muehlenhof an dessen Beginn verfügt (2020) über einen großen ausgestellten Mühlstein – Beleg dafür, dass hier einst eine Mühle am Bach stand? Mündlichen Belegen zufolge existierte darunter, mitten im Ort, ein See (oder Teich). Der Straßenname Am See mit dem großen Bürgerhaus und einem Kinderspielplatz im Süden kann Beleg dafür sein. Aus der Befestigung des Bachbetts entwickelte sich am rechten Ufer eine stellenweise meterhohe Trockenmauer, die den Mühlweg abstützt.
Zwischen der Hauptstraße oder K 728 im Westen und der Straße Am Wellenhaag im Osten lässt der Wiesbach in nordnordwestlicher und später in nordöstlicher Richtung Kransberg mäandrierend in einer als Extensivgrünland landwirtschaftlich genutzten Aue hinter sich, begleitet von einer 20 kV-Freileitung auf Betonmasten. In der Usa-Aue hat sich an der Friedrichsthaler Straße oder K 729 eine kleine Siedlung in der Nachbarschaft der Herrnmühle, die zusätzlich über einen Kanal von der Kleinmühle mit Usawasser betrieben wurde, am linken Ufer entwickelt. Er unterquert die Straße unter einer Balkenbrücke aus Beton und erreicht nach einer etwa  100 m langen sanften Kurve in einem Gehölzsaum über eine gerade befestigte Rampe von rechts und Süden die Usa auf 219 m ü. NHN. Etwa 50 m weiter nordöstlich und unterhalb mündet der Holzbach ebenfalls von rechts in die hier für den weiter unten an der Kläranlage befindlichen Pegel kanalisierte Usa.

### Zuflüsse
- Ein namenloser Bach vom Süßeberg (links), 400 m[3], Fluss-km 5,0.

Er hat seinen Ursprung am südwestlichen Rand der heute weitgehend aufgeforsteten Höllwies an der Ostflanke des Bergsporns vom Süße- zur finalen Kuppe des Heßbergs in Wehrheim. Die lang gezogene Höllwies ist durch seitliche Böschungen regelrecht in die Hügeloberfläche eingebettet. Der Bach entspringt einer nassen und auffällig ebenen Quellmulde ⊙ auf 336 m ü. NN, 20 m höher als der Talgrund des Wiesbachs. Der Abfluss erfolgt in nordnordöstliche Richtung. Etwa mittig kommt von einer weiteren Quellmulde ⊙ im jungen artenarmen Laubwald von rechts eine kleine Spende. Darunter vertieft sich das Bachbett entlang einer Böschung und eilt dem Durchlass unter dem Weg von der Saustiege nordwärts und um den Heßberg herum. Ab diesem befestigten Weg wird der Bach am rechten Ufer von einem Waldweg hinab ins Wiesbachtal geleitet. Bach und Weg wenden sich bald ostwärts, den Teichen zu, der Bach gelangt dabei in das FFH-Gebiet auf der ehemaligen Schreiberwies. Über eine mit Steinen befestigte Rinne mündet er auf 316 m ü. NN Höhe von links in das ebenfalls mit Steinen befestigte Bett des Wiesbachs auf Pfaffenwiesbacher Gebiet ⊙.

Bach vom „Süßeberg“
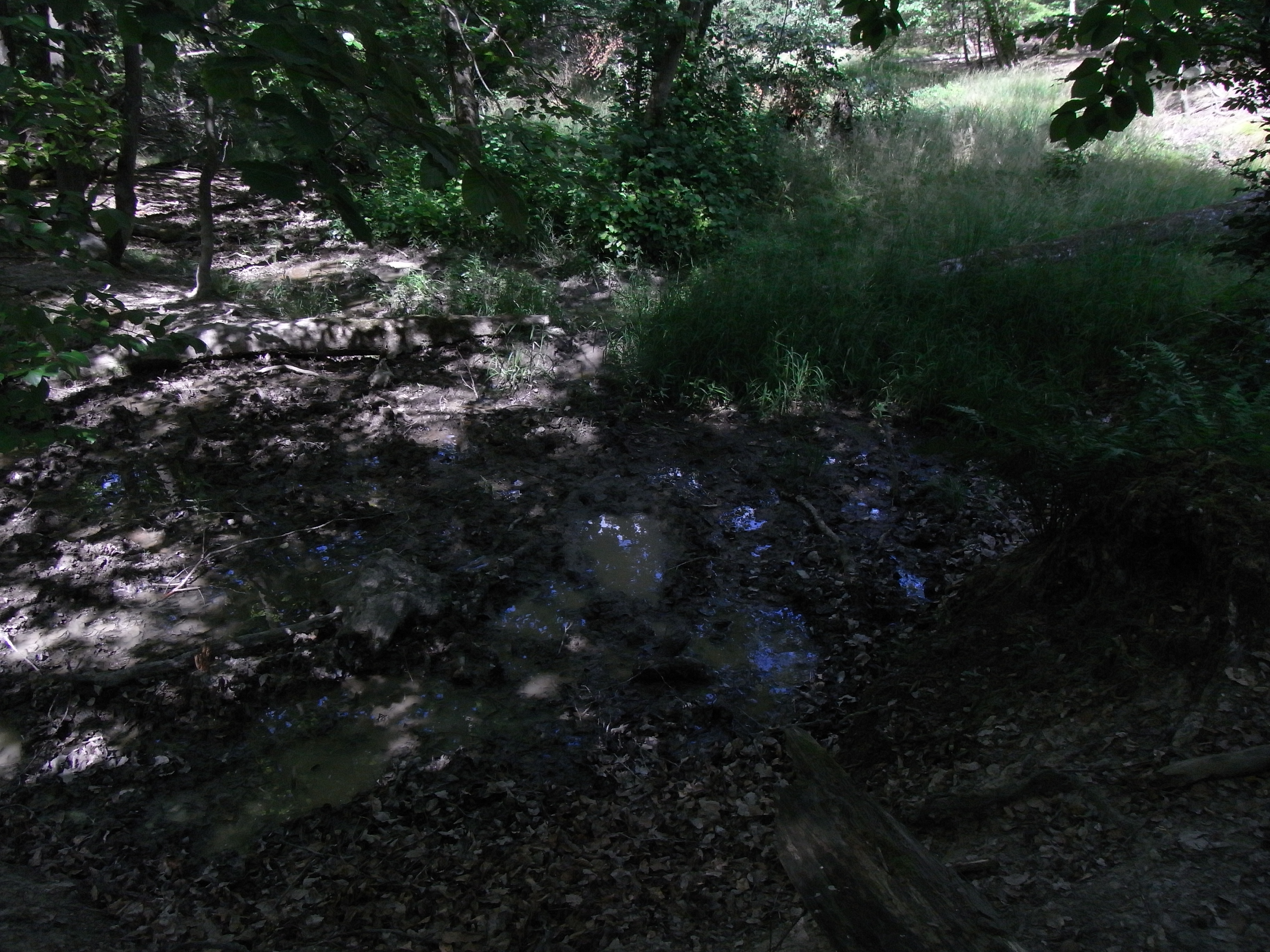
Quelle an „Höllwies“
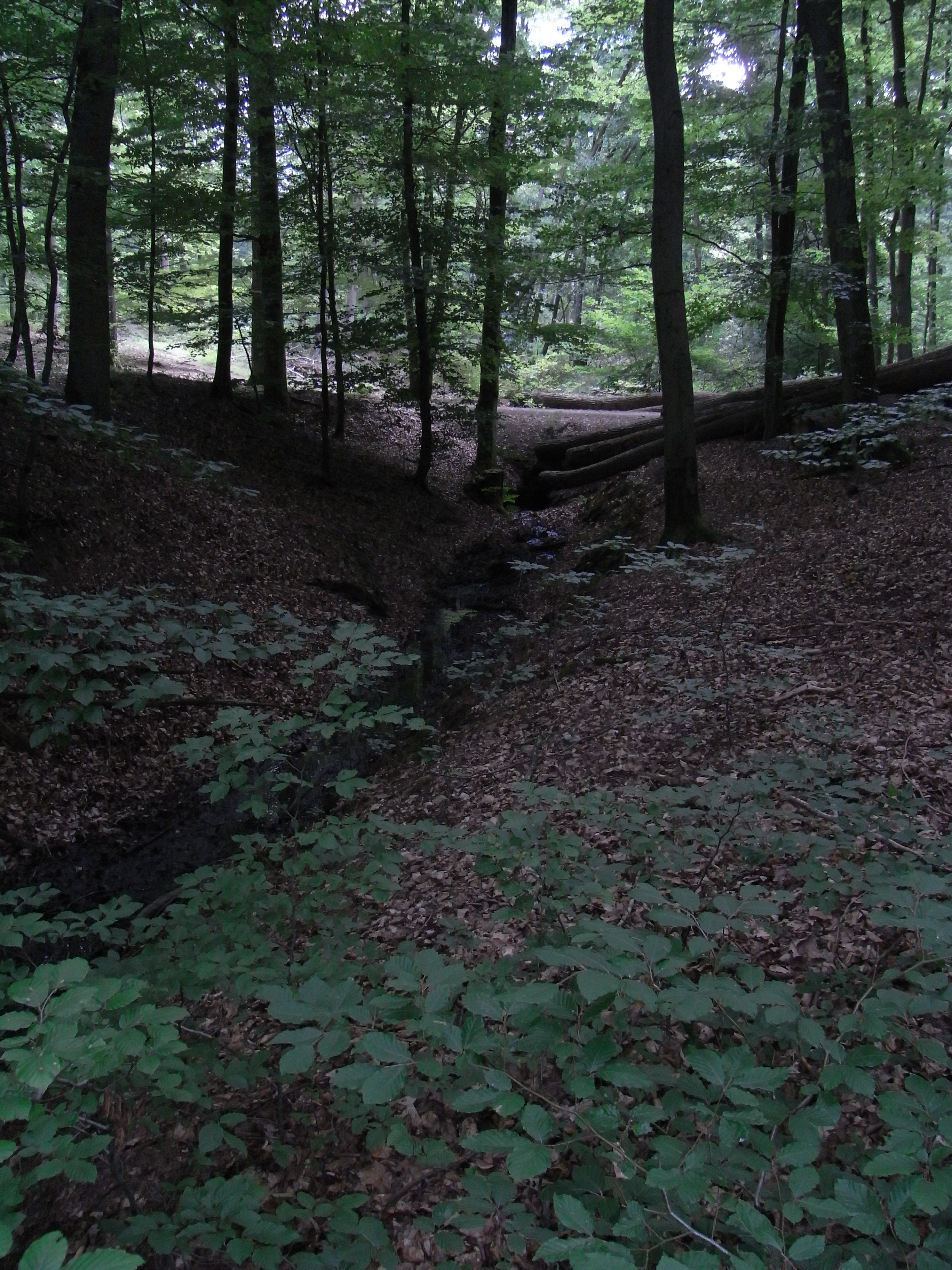
An Weg von „Saustiege“
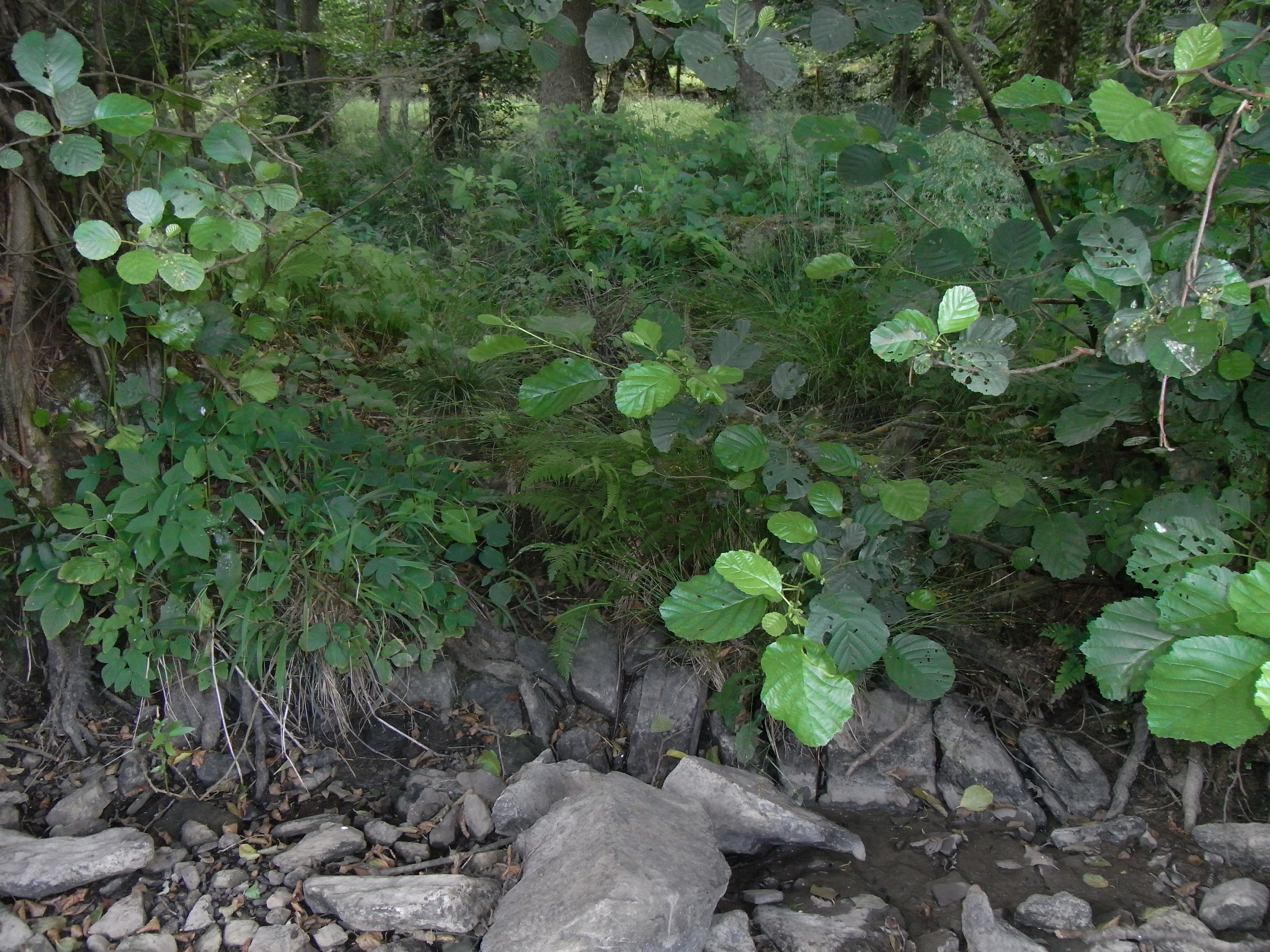
Mündung in Wiesbach
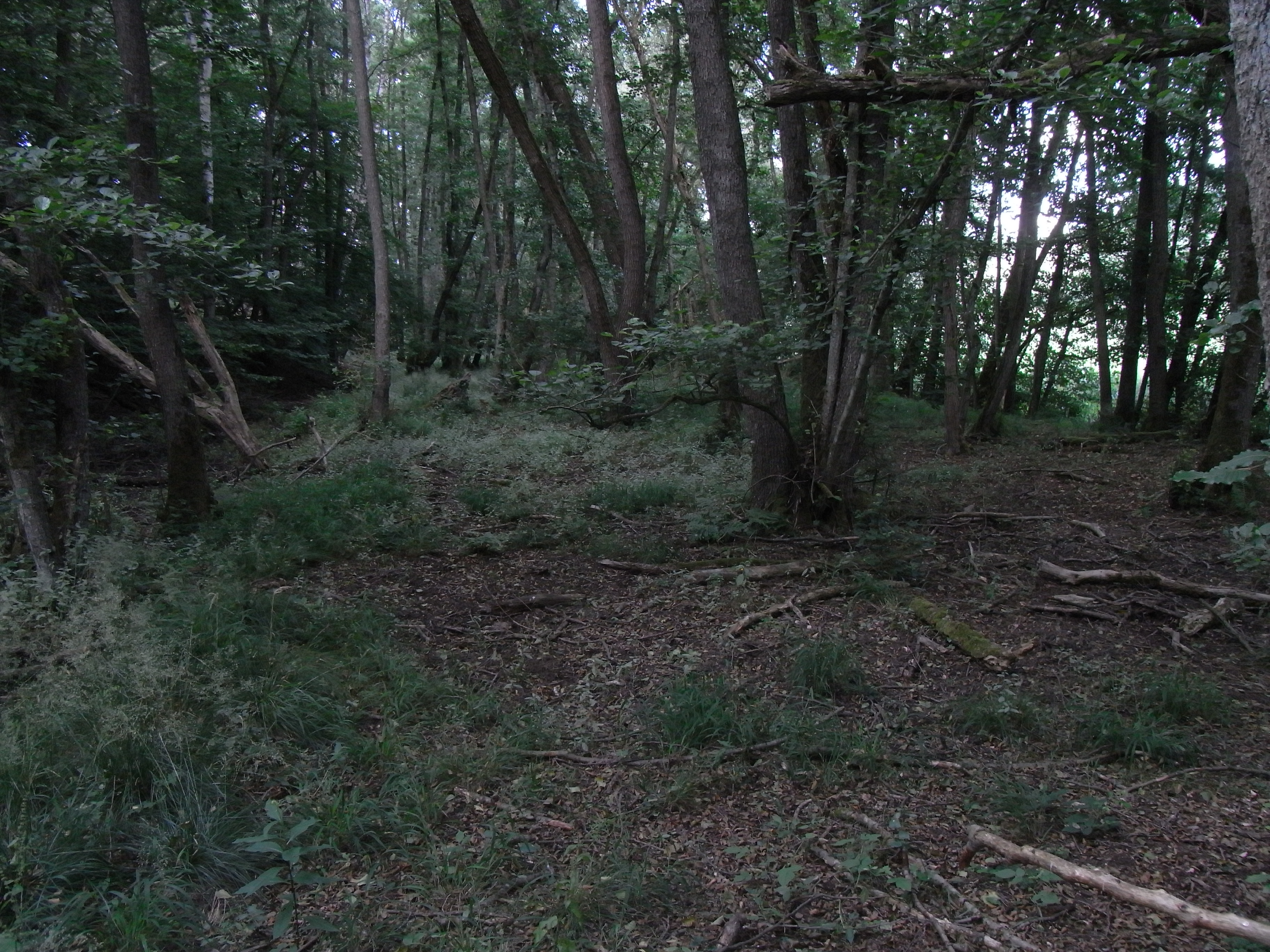
Ehem. „Schreiberwies“

- Erlengraben (links), 1,8 km, Fluss-km 4,2.

- Pfingstborner Bach (Bach von der Kapersburg) (rechts), 2 km, Fluss-km 3,85.

- Ein namenloser Bach aus dem Pfaffenthal (links), 400 m[3] (davon fast 100 m[3] vor der Mündung verrohrt), Fluss-km 3,3.

Seinen Ursprung ⊙ hat er in einem Gehölz in einem weiten Tal nordöstlich einer ehemaligen Erddeponie am nordwestlichen Ortsrand von Pfaffenwiesbach auf 306 m ü. NN. Er fließt in nordöstlicher Richtung durch das offene Wiesental. Mit einer Linkskurve nach Norden erreicht er einen in diesem Abschnitt hinab zur K 728 asphaltierten Feldweg, wo ihn dessen Straßengraben an der Südostseite auf- und nördlich an der Bebauung des Ortsrands zur Kransberger Straße mitnimmt. Dort mündet er in ein Einlaufbauwerk. Die Deckel von Kanalschächten zeigen den weiteren Verlauf und Sprünge in der Vertikalen an – der mit einer wassergebundenen Decke ausgerüstete Parkplatz im Süden der Sportplätze der TSG Pfaffenwiesbach 1887 e. V. liegt mehrere Meter tiefer als die Kransberger Straße. Unter dem Parkplatz hindurch wird er zur gemauerten Mündung in den Wiesbach auf 272 m ü. NN geleitet ⊙. Sein gesamter Lauf liegt auf Pfaffenwiesbacher Gebiet.

Bach aus dem „Pfaffenthal“
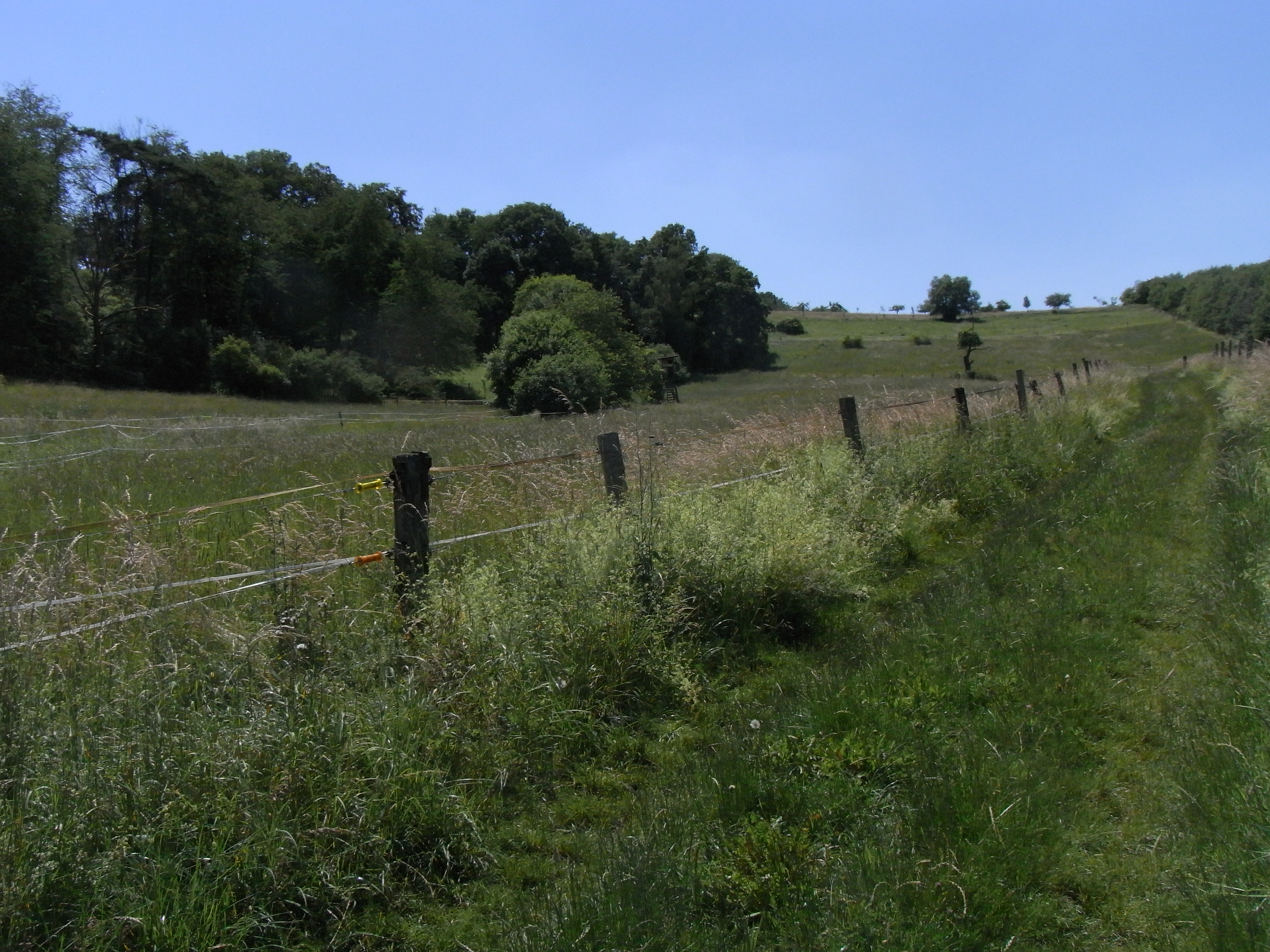
Quelle im Gebüsch
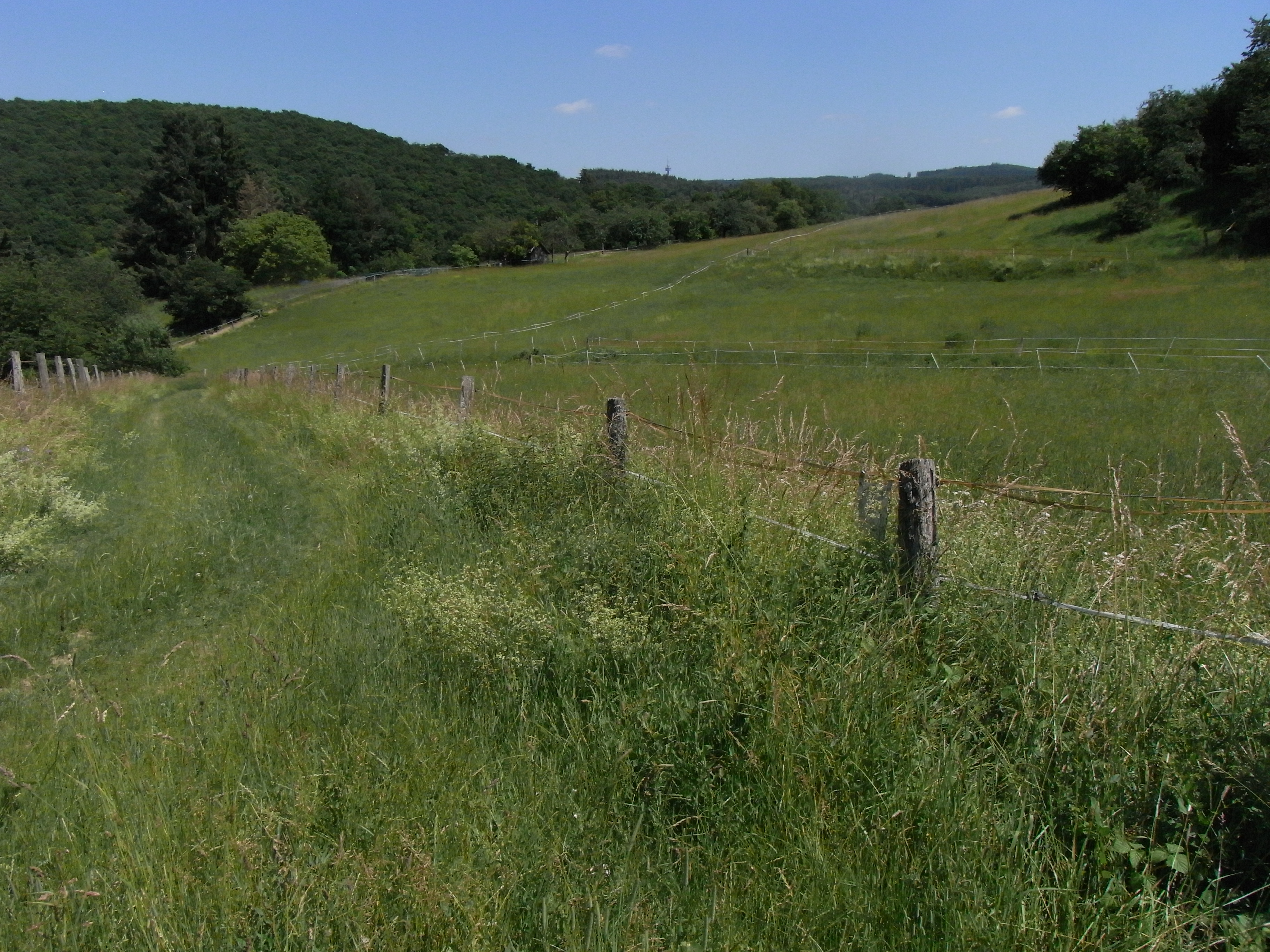
Lauf durch Wiesen
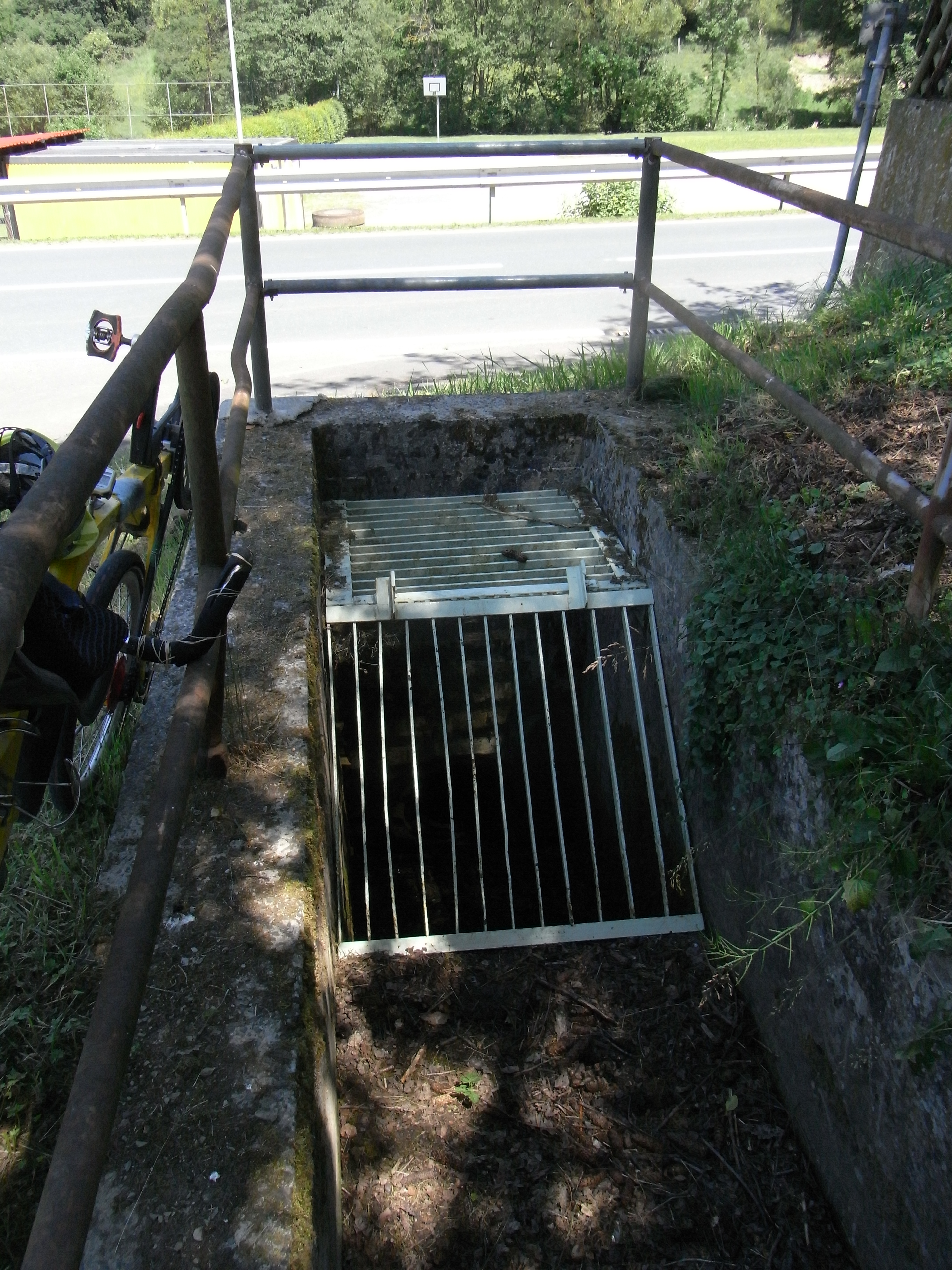
Beginn Einschluss
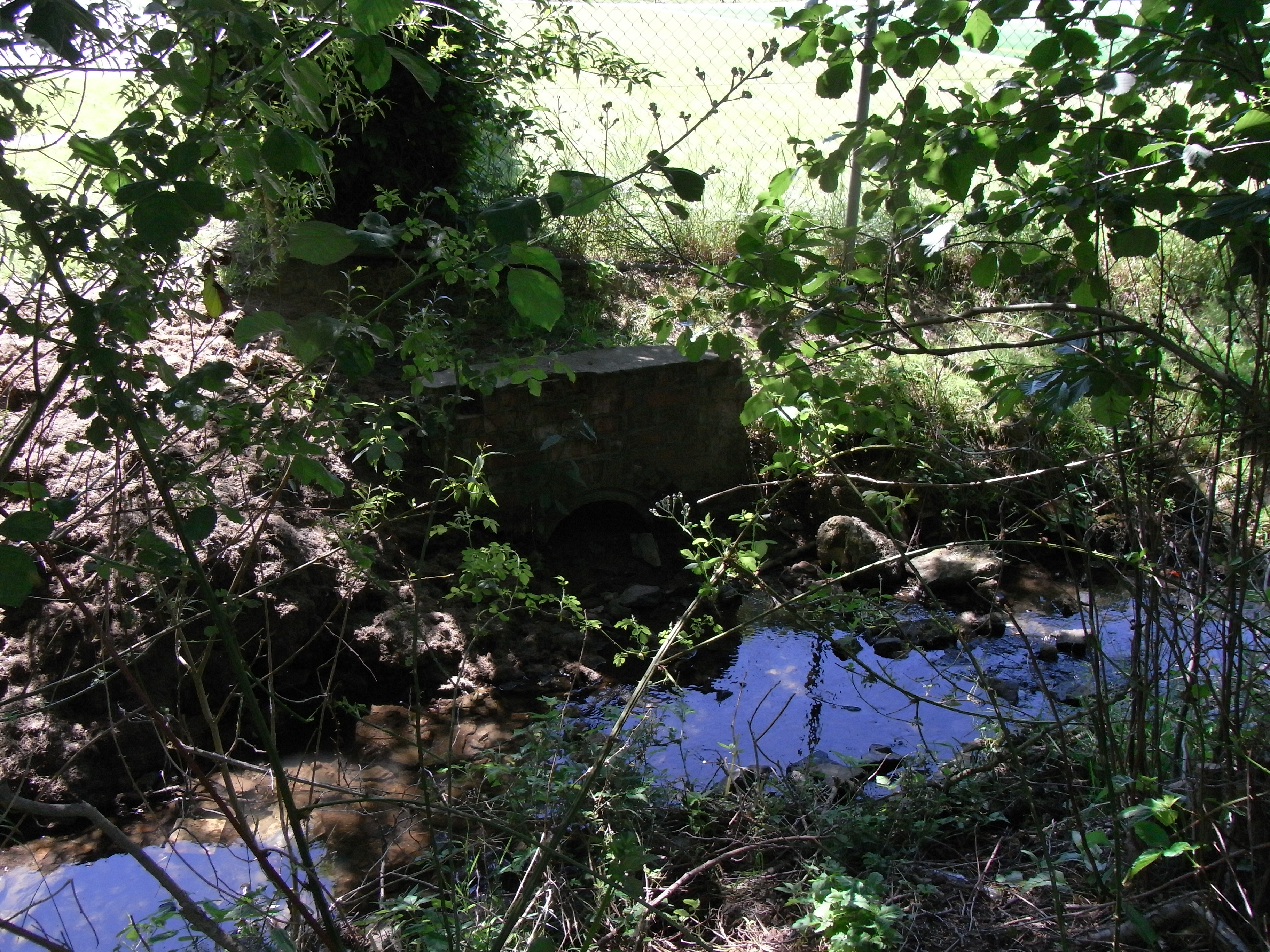
Mündung in Wiesbach

- Wäschbach (links), 800 m, Fluss-km 2,8.

- Ein namenloser Bach vom Pfingstborn, einem 2020 neuen Gewerbegebiet (links), ¼ km[3], Fluss-km 2,3.

Im Nordhang des oben an der Kante bebauten Taleinschnitts, der zugleich der Südhang des Bergzugs nordwärts bis zum Schloss Kransberg ist, entspringen mehrere Quellen, eine weitere südlich. Ein Schild an der  K 728 weist „Zum Pfingstborn“, entweder als Hinweis zu einer alten gefassten Quelle, einer Straße (Am Pfingstborn) oder einem Gewerbegebiet, das 2020 noch entwickelt wird. Die höhere gefundene Quelle auf 280 m ü. NN ⊙ liegt am Fuß einer Aufschüttung und mündet bei ⊙,  eine mittlere Quelle ⊙ in einem eingezäunten Grundstück auf der anderen Seite der Erschließungsstraße auf 278 m ü. NN, eine dritte ⊙ in einem ebenfalls eingezäunten Grundstück auf der gleichen Seite am Fuß des Tales auf 272 m ü. NN. Der Bach wird unter der Kransberger Haingasse, die hier außerhalb der Bebauung nur eine wassergebundene Decke aufweist, in den tief liegenden Straßengraben an der Westseite der K 728 geleitet, wo er an der abwärtigen Seite der Betonbrücke von links in den Wiesbach mündet. Sein gesamter Lauf liegt auf Kransberger Gebiet. Weiter oben, südwestlich des Tales liegen Gruben von bergbaulicher Tätigkeiten zu Tage.

Bach aus der Gemarkung „Pfingstborn“
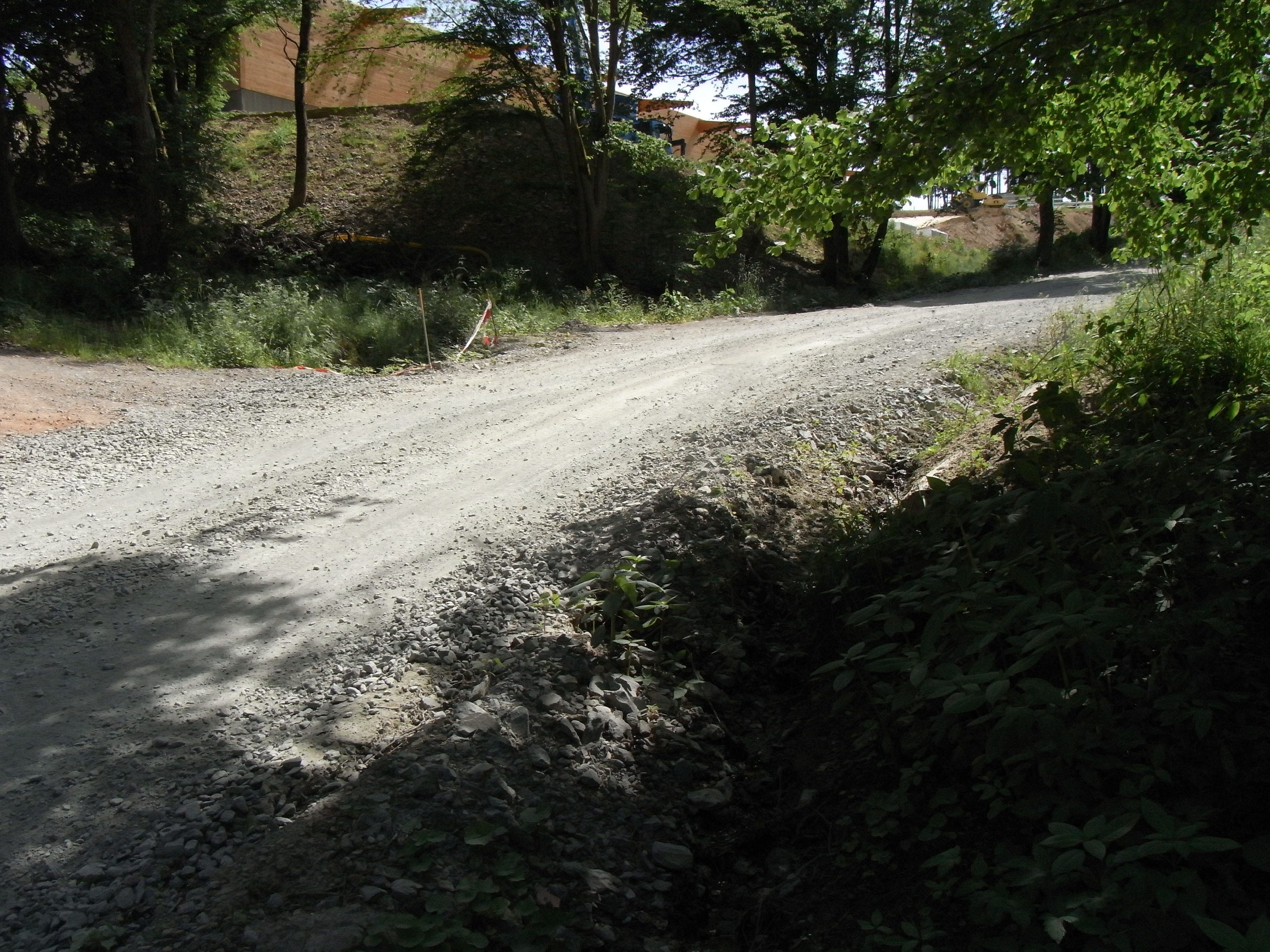
Quellen unter Halle und Bach von mittlerer Quelle
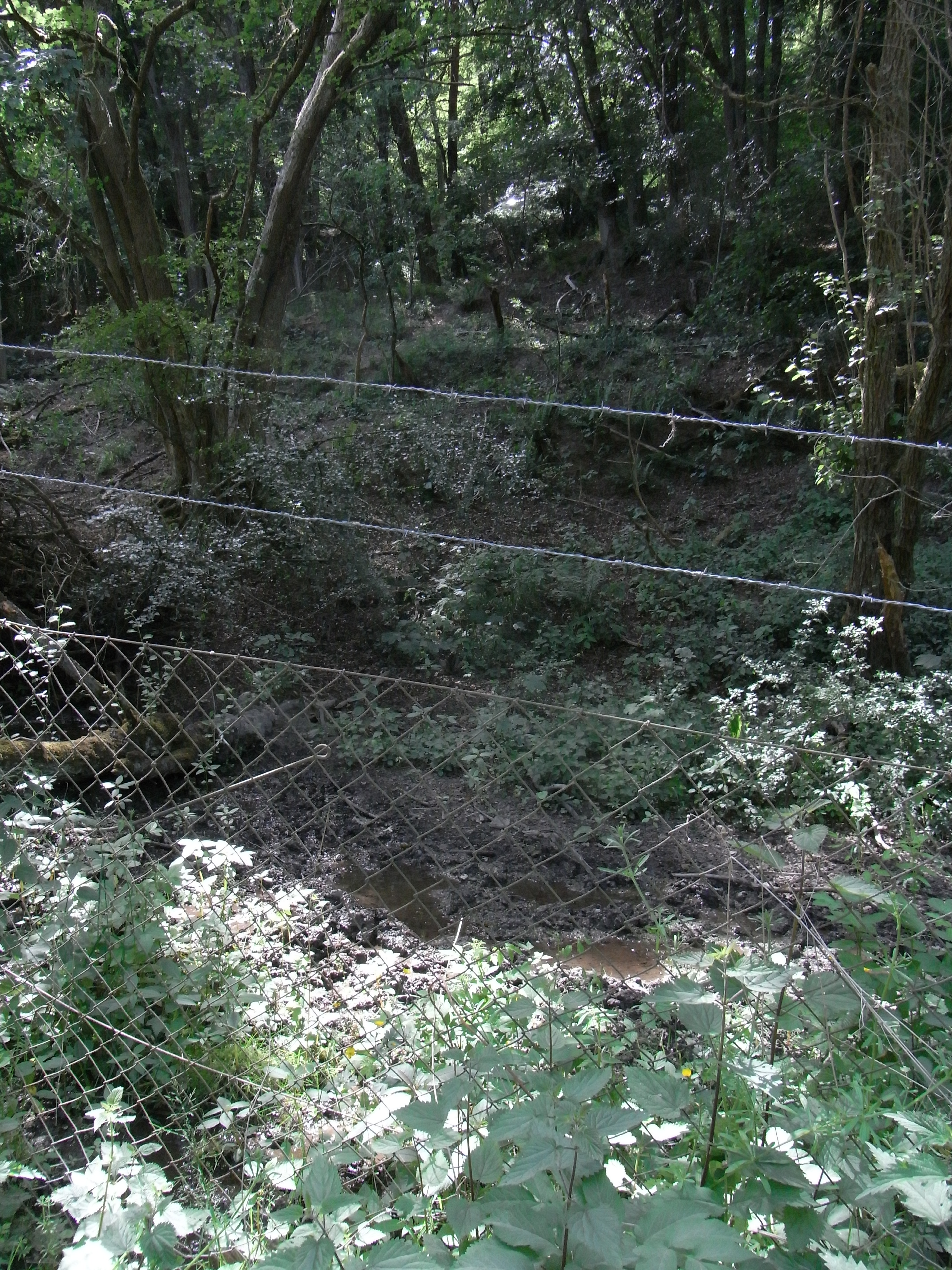
Quellen unten am Fuß
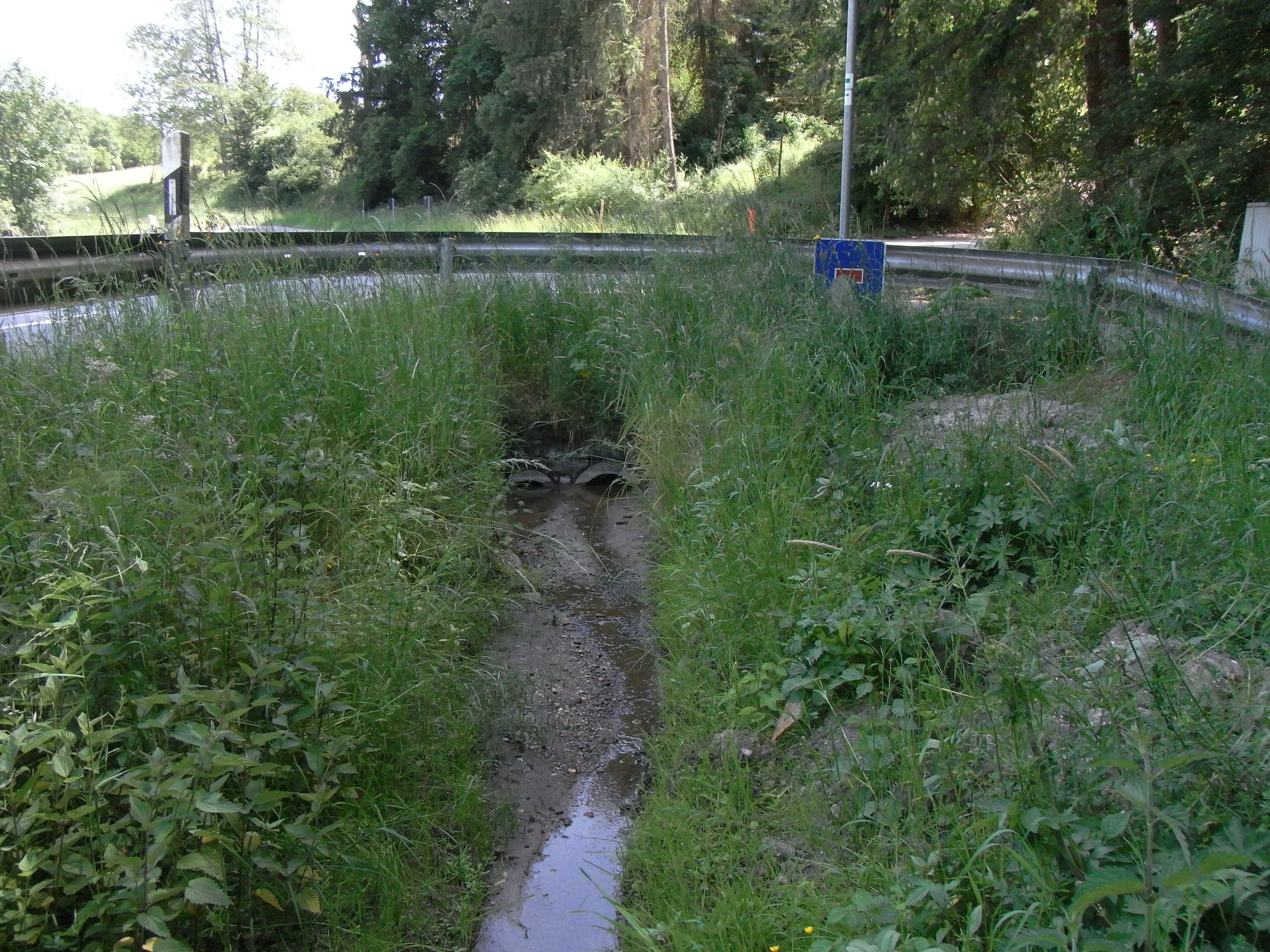
Bach verlässt Pfingstborn
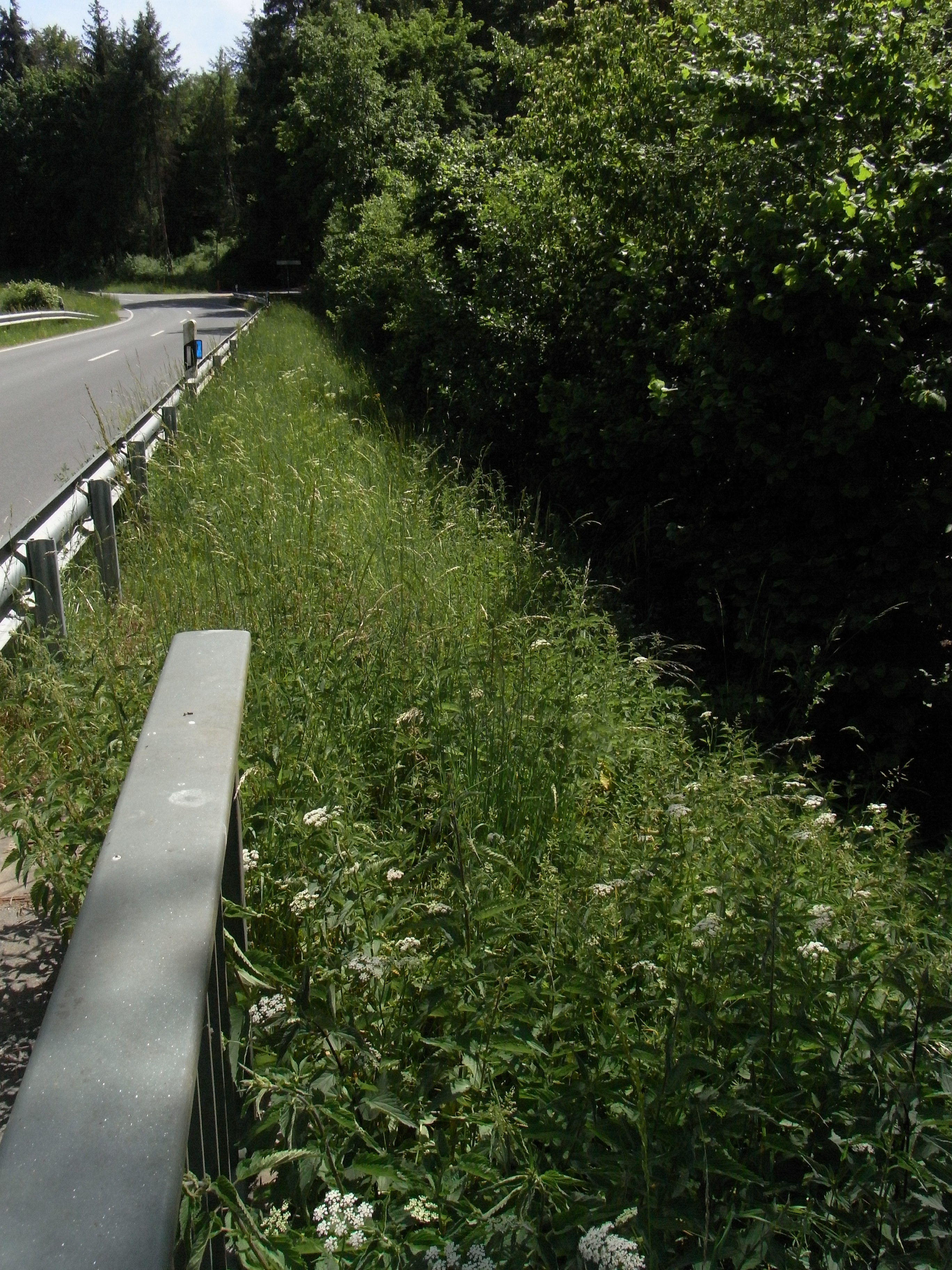
Vor Mündung an Brücke

- Bach aus der Rothwies (links), 1,2 km, Fluss-km 1,35.

### Flusssystem Usa
- Fließgewässer im Flusssystem Usa

### Orte
Der Wiesbach fließt durch folgende Ortschaften:
- Wehrheim-Pfaffenwiesbach
- Usingen-Kransberg

## FFH-Gebiet Haubergsgrund
Das 39,5 ha große Fauna- und Florahabitat wird einerseits durch magere Flachland-Mähwiesen und andererseits durch Auenwälder geprägt. In dem Biotop gibt es reichlich naturnahe Bestände mit stehendem und liegendem Totholz und Höhlenbäumen.
In den Magerwiesen gedeihen u. a. der Wiesen-Fuchsschwanz und der Große Wiesenknopf und in den Auwäldern kommen Schwarzerle und Gemeine Esche vor.
In den feuchten nährstoffarmen Auewiesen flattern Dunkle Wiesenknopf-Ameisenbläulinge und es finden sich dort auch Kolonien der Roten Gartenameise.